# Efeitos das alterações climáticas

As causas primárias e os amplos impactos do aquecimento global e das alterações climáticas. Alguns efeitos atuam como retroalimentações que intensificam as alterações climáticas.

Os efeitos das alterações climáticas abrangem os impactos no ambiente físico, ecossistemas e sociedades humanas devido às alterações climáticas causadas pelos seres humanos. O impacto futuro das alterações climáticas depende de quanto as nações reduzem as emissões de gases de efeito estufa e se adaptem às alterações climáticas. Os efeitos que os cientistas previram no passado – perda de gelo marinho, subida acelerada do nível do mar e ondas de calor mais longas e intensas – estão a ocorrer agora. As alterações no clima não são uniformes em toda a Terra. Em particular, as áreas terrestres mudam mais rapidamente do que os oceanos, e as altas latitudes do norte mudam mais rapidamente do que os trópicos. O aquecimento global altera o clima regional através do derretimento do gelo, mudanças no ciclo hidrológico (como chuvas) e mudanças nas correntes dos oceanos.
As mudanças físicas incluem fenómenos meteorológicos extremos, recuo dos glaciares, subida do nível do mar, diminuição do gelo no oceano Ártico e mudanças no tempo de eventos sazonais (como a floração precoce da primavera). Desde 1970, o oceano absorveu mais de 90% do excesso de calor no sistema climático. Mesmo que a temperatura da superfície global se estabilize, o nível do mar continuará a subir e o oceano continuará a absorver o excesso de calor da atmosfera por muitos séculos. A absorção de dióxido de carbono da atmosfera está a levar à acidificação dos oceanos.
As alterações climáticas degradaram o solo ao elevar as temperaturas, secar os solos e aumentar o risco de incêndios florestais. O aquecimento recente afetou fortemente os sistemas biológicos naturais. Espécies em todo o mundo estão a migrar em direção aos pólos para áreas mais frias. Em terra, as espécies movem-se para altitudes mais altas, enquanto que as espécies marinhas encontram água mais fria em profundidades maiores. Entre 1% e 50% das espécies em terra foram avaliadas como estando em risco substancialmente maior de extinção devido às alterações climáticas. Recifes de corais e mariscos são vulneráveis à ameaça combinada de aquecimento e acidificação dos oceanos.
A segurança alimentar e o acesso à água doce estão em risco devido ao aumento das temperaturas. As alterações climáticas têm impactos profundos na saúde humana, diretamente por meio do stresse térmico e indiretamente por meio da disseminação de doenças infecciosas. A vulnerabilidade e a exposição dos seres humanos às alterações climáticas variam por setor económico e por país. Os países industrializados ricos, que mais emitiram CO2, têm mais recursos e, portanto, são os menos vulneráveis ao aquecimento global. Os setores económicos que provavelmente serão afetados incluem agricultura, pesca, silvicultura, energia, seguros, serviços financeiros, turismo e recreação. Alguns grupos podem estar particularmente em risco das alterações climáticas, como os pobres, mulheres, crianças e povos indígenas. Eles também têm níveis muito mais baixos de capacidade disponível para lidar com as alterações ambientais. As alterações climáticas podem resultar em migração ambiental, especialmente em países em desenvolvimento, onde as pessoas dependem diretamente da terra para alimentação.

## Alterações de temperatura observadas e futuras

Temperaturas médias do ar na superfície de 2011 a 2021 em comparação com a média de 1956-1976. Fonte: NASA

O aquecimento global afeta todos os elementos do sistema climático da Terra. As temperaturas globais da superfície aumentaram 1°C e deverão aumentar ainda mais no futuro. Esse aumento vem ocorrendo em uma taxa média de 0,06°C por década, desde 1850, e uma taxa média de 0,20°C pór década após 1982. As temperaturas noturnas aumentaram mais rapidamente do que as temperaturas diurnas. O impacto no meio ambiente, na vida selvagem, na sociedade e na humanidade depende de quanto mais a Terra aquece.
Um dos métodos que os cientistas usam para prever os efeitos das alterações climáticas causadas pelo homem é investigar alterações naturais passadas no clima. Para avaliar as alterações no passado da Terra, os cientistas do clima estudaram anéis de árvores, núcleos de gelo, corais e sedimentos oceânicos e lacustres. Estes mostram que o aquecimento recente ultrapassou qualquer coisa nos últimos 2.000 anos. Até o final do século XXI, as temperaturas podem aumentar para um nível não experienciado desde meados do Plioceno, à cerca de 3 milhões de anos atrás. Naquela época, as temperaturas médias globais eram cerca de 2-4°C mais quente do que as temperaturas pré-industriais, e o nível médio do mar global era até 25 metros mais elevado do que é hoje.

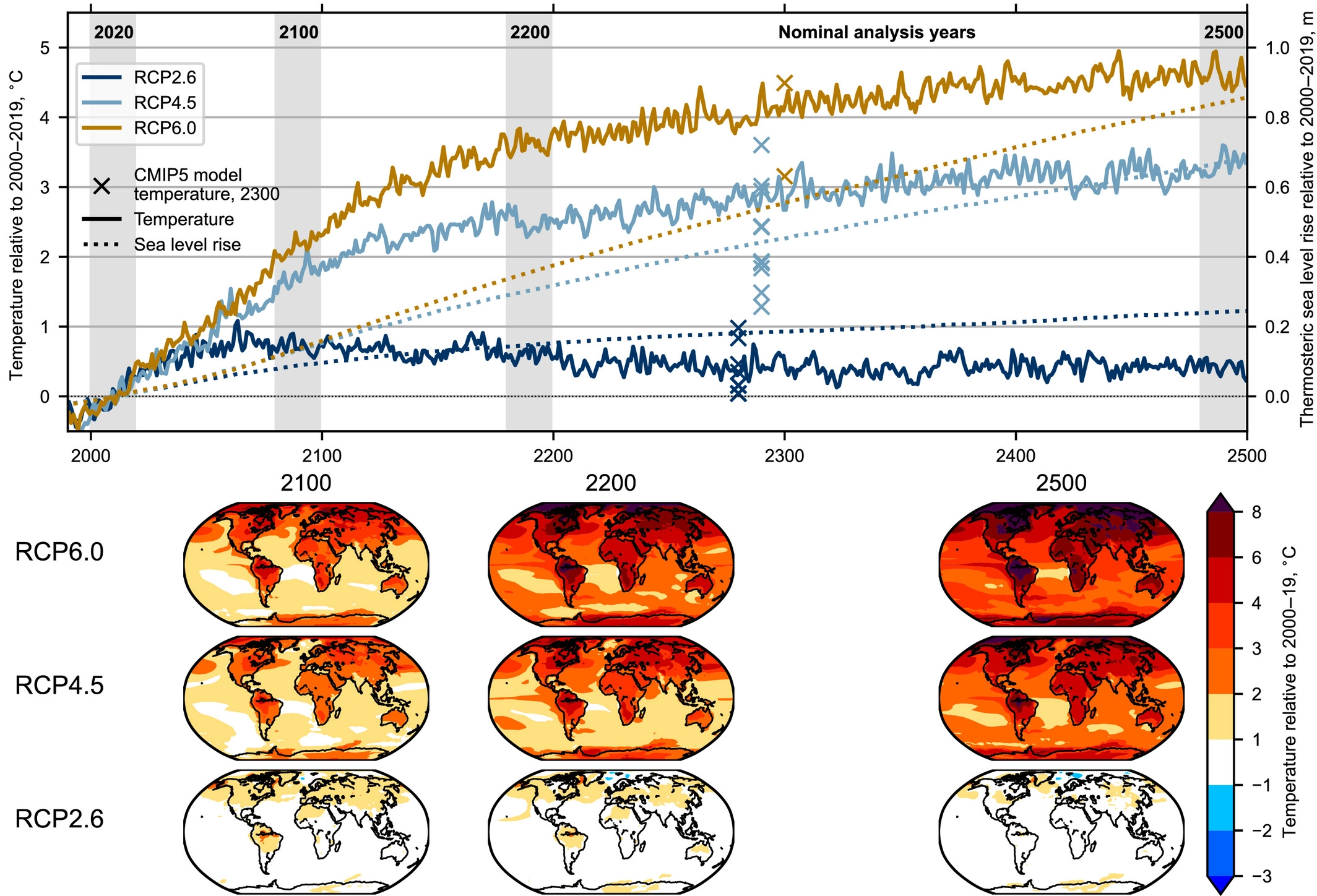
Temperatura projetada e aumento do nível do mar em relação à média de 2000–2019 para cenários de alterações climáticas TCR até 2500.

O quanto o mundo aquece depende do que os humanos fazem ou não para limitar as emissões de GEE, e do quão sensível é o clima em relação aos gases de efeito estufa. Os cientistas têm bastante certeza de que, com o dobro da quantidade de GEE na atmosfera, o mundo aqueceria 2,5°C a 4°C; mas quanto mais os humanos emitirão é menos certo. A magnitude projetada do aquecimento até 2100 está intimamente relacionada ao nível de emissões cumulativas ao longo do século XXI (emissões totais entre 2000 e 2100). Quanto mais elevadas as emissões acumuladas durante esse período de tempo, maior o nível de aquecimento projetado para ocorrer.
Se as emissões de CO2 fossem interrompidas abruptamente e não fossem implantadas tecnologias de emissão negativa, o clima da Terra não começaria a voltar ao seu estado pré-industrial. Em vez disso, as temperaturas permaneceriam elevadas no mesmo nível por vários séculos. Após cerca de mil anos, 20% a 30% das emissões CO2 permanecerão na atmosfera, não absorvidas pelo oceano ou pelo solo, comprometendo o clima a um estado mais quente muito depois de as emissões terem parado.
As políticas de mitigação atualmente em vigor resultarão em cerca de 2,7ºC (2,0-3,6ºC, dependendo de quão sensível o clima é às emissões de gases de efeito estufa) de aquecimento acima dos níveis pré-industriais. Se todas as promessas e metas incondicionais feitas pelos governos forem alcançadas, a temperatura aumentará em cerca de 2,4ºC. Se, além disso, todos os países que adotaram ou estão a considerar adotar metas líquidas neutras as atingirem a temperatura aumentará numa mediana de 1,8ºC. Existe uma lacuna substancial entre os planos e compromissos nacionais e as ações até agora tomadas pelos governos em todo o mundo.

## Alterações relacionadas com o clima

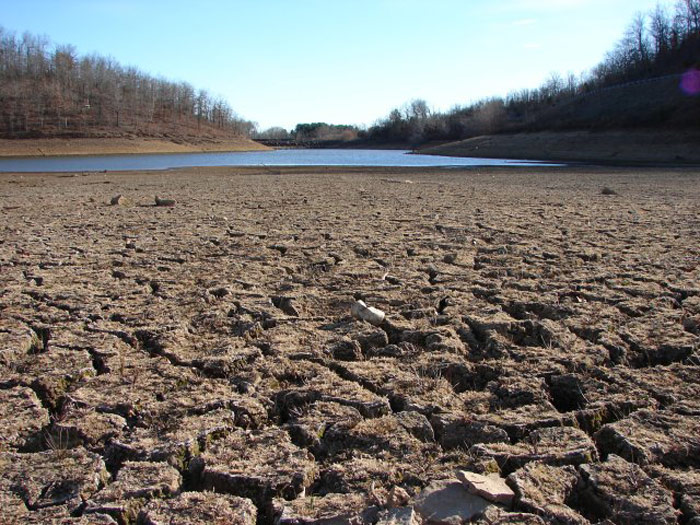
Um leito de lago seco na Califórnia, que está em 2022 a experienciar a sua seca mais grave em 1.200 anos, agravada pelas alterações climáticas.

A atmosfera baixa e média, onde quase todo o tempo ocorre, está a aquecer devido ao aumento do efeito de estufa. O aumento dos gases de efeito de estufa causa arrefecimento às partes mais altas da atmosfera, a estratosfera. A atmosfera aquecida contém mais vapor de água, que também é um gás de efeito estufa e atua como uma retroalimentação (feedback) auto-reforçadora.
O aquecimento global leva a um aumento nos fenómenos meteorológicos extremos como ondas de calor, secas, ciclones, nevões e tempestades. Tais eventos continuarão a ocorrer com mais frequência e com maior intensidade. Alguns eventos individuais climáticos extremos são causados ou tornados mais severos pelas alterações climáticas.

### Chuva e neve
O aquecimento por força dos gases de efeito estufa aumentou os contrastes nas quantidades de chuvas entre as estações chuvosa e seca. Isso significa coloquialmente: "as estações chuvosas estão a ficar mais húmidas, as estações secas estão a ficar mais secas". O aquecimento também resultou num aumento detetável na precipitação altas latitudes nortenhas.
Temperaturas mais altas levam ao aumento da evaporação e à secagem da superfície. À medida que o ar aquece, a sua capacidade de retenção de água também aumenta, particularmente sobre os oceanos. O ar detém mais 7% de vapor de água por cada grau Celsius que é aquecido. Alterações já foram observadas na quantidade, intensidade, frequência e tipo de precipitação. Aumentos generalizados na precipitação intensa ocorreram mesmo em locais onde as quantidades totais de chuva diminuíram.
Espera-se que o aquecimento global seja acompanhado por uma redução nas chuvas nos subtrópicos e um aumento na precipitação em latitudes subpolares e algumas regiões equatoriais. Em outras palavras, as regiões que estão secas no momento geralmente tornar-se-ão ainda mais secas, enquanto que as regiões que estão atualmente húmidas geralmente tornar-se-ão ainda mais húmidas. Essa projeção não se aplica a todas as localidades e, em alguns casos, pode ser modificada por condições locais. A secagem está projetada para ser mais forte perto das margens em direção aos pólos dos subtrópicos (por exemplo, Africa, Sul da Austrália, o Mediterraneo, e o sudoeste dos EUA), um padrão que pode ser descrito como uma expansão em direção ao pólo dessas zonas semiáridas. No caso da precipitação, as temperaturas crescentes intensificarão o ciclo da água da Terra, aumentando a evaporação. O aumento da evaporação resultará em chuvas mais frequentes e intensas e causará secas prolongadas em certas regiões. Como resultado, é provável que as áreas afetadas por tempestades experienciem aumentos na precipitação e um risco aumentado de inundações. Em contraste, áreas distantes das trilhos de tempestades provavelmente sofrerão menos precipitação e um risco aumentado de seca.
Espera-se que as alterações no clima regional incluam maior aquecimento sobre a terra, com a maior parte do aquecimento em altas latitudes nortenhas, e menos aquecimento sobre o Oceano Antártico e partes do Oceano Atlântico Norte. Espera-se que as mudanças futuras na precipitação sigam as tendências existentes, com precipitação reduzida ao longo das áreas terrestres subtropicais, e aumento da precipitação em latitudes subpolares e algumas regiões equatoriais.

### Ondas de calor e temperaturas extremas

O Sexto relatório de avaliação do IPCC (2021) projeta grandes aumentos tanto na frequência quanto na intensidade de eventos climáticos extremos, para o aumento dos graus de aquecimento global.

O aquecimento global aumenta a probabilidade de eventos metereológicos extremos como ondas de calor onde a temperatura máxima diária excede a temperatura máxima média em 5ºC por mais de cinco dias consecutivos. Nos últimos 30-40 anos, as ondas de calor com elevada humidade tornaram-se mais frequentes e severas. Noites extremamente quentes duplicaram em frequência. A área em que os verões extremamente quentes são observados aumentou 50-100 vezes. Ondas de calor com alta humidade representam um grande risco para a saúde humana, enquanto ondas de calor com baixa humidade levam a condições secas que aumentam incêndios florestais. A mortalidade por calor extremo é maior do que a mortalidade por furacões, raios, tornados, inundações e terramotos juntos.
Foi estimado em 2013 que o aquecimento global aumentou a probabilidade de temperaturas mensais locais recorde em todo o mundo por um fator de 5. Isso foi comparado a um clima de linha de base em que nenhum aquecimento global havia ocorrido. Usando um cenário de aquecimento global médio, eles projetam que, até 2040, o número de registos mensais de calor globalmente poderia ser mais de 12 vezes maior do que o de um cenário sem aquecimento de longo prazo.
Os resultados do estudo indicam que limitar o aquecimento global a 1,5ºC impediria que a maioria dos trópicos atingisse o temperatura de bolbo húmido do limite fisiológico humano de 35ºC.
As alterações climáticas futuras incluirão mais dias muito quentes e menos dias muito frios. A frequência, duração e intensidade das ondas de calor muito provavelmente aumentarão na maioria das áreas terrestres. Um maior crescimento nas emissões antropogénicas de GEE causaria temperaturas extremas mais frequentes e severas. Globalmente, as ondas de frio diminuíram em frequência. Existem algumas evidências de que as alterações climáticas levam a um enfraquecimento do vórtice polar, o que faria a corrente de jato mais ondulada. Isto levaria a manifestações de clima de Inverno muito frio em partes da Eurásia e da América do Norte.

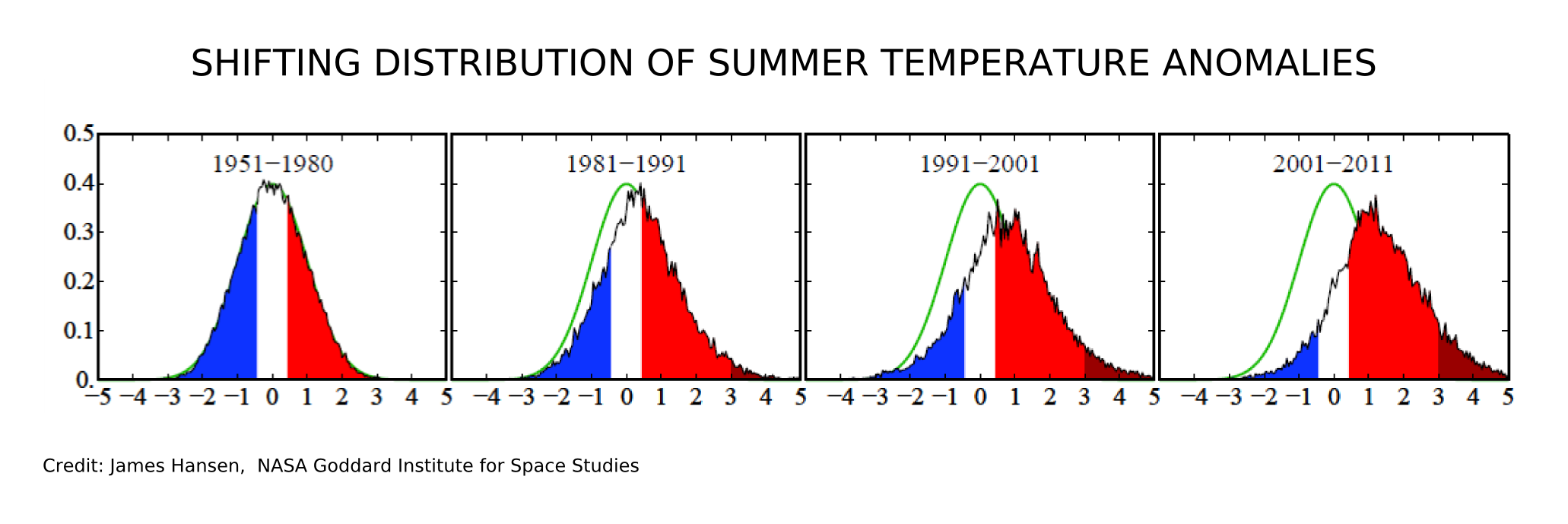
Frequência (eixo vertical) de anomalias de temperatura locais de Junho-Julho-Agosto (em relação à média de 1951-1980) para terras do Hemisfério Norte em unidades de desvio local (eixo horizontal). A distribuição de anomalias mudou para a direita devido ao aquecimento global, o que significa que verões excecionalmente quentes tornaram-se mais comuns. Isso é análogo ao rolamento de um dado: verões frios agora cobrem apenas metade de um lado de um dado de seis lados, branco cobre um lado, vermelho cobre quatro lados e uma anomalia extremamente quente (vermelho-castranho) cobre metade de um lado.

### Ciclones tropicais e tempestades
O aquecimento global não só causa alterações nos ciclones tropicais, mas também pode piorar alguns impactos deles através do aumento do nível do mar. A intensidade dos ciclones tropicais (furacões, tufões, etc.) é projetado para aumentar globalmente, com a proporção de Categorias 4 e 5 de ciclones tropicais a aumentar. Além disso, o volume de precipitação deve aumentar, mas as tendências na frequência futura na escala global ainda não estão claras. As alterações nos ciclones tropicais variam de acordo com a região.
Espera-se que aumentos na temperatura produzam convecção mais intensa sobre a terra e uma maior frequência das tempestades mais severas.

### Atribuição de evento extremo
A atribuição de eventos extremos, também conhecida como ciência da atribuição, é um campo de estudo relativamente novo na meteorologia e na ciência climática que tenta medir como as alterações climáticas em curso afetam diretamente os recentes eventos climáticos extremos.
A ciência da atribuição foi mencionada pela primeira vez num "State of the Climate" ("Estado do Clima", em inglês) de 2011 publicado pela Sociedade Meteorológica Americana, que afirmou que as alterações climáticas estão ligadas a seis eventos metereológicos extremos que foram estudados. Embora eventos meteorológicos extremos tenham ocorrido no passado, a ciência da atribuição visa determinar quais os eventos recentes que podem ser explicados ou ligados a uma atmosfera em aquecimento e que não são simplesmente devidos a variações naturais. A climatologista alemã Friederike Otto explicou ainda que a ciência da atribuição visa responder à pergunta: "as alterações climáticas desempenharam um papel" em eventos extremos específicos "dentro do período de notícias - portanto, dentro de duas semanas do evento".
Os estudos da atribuição geralmente prosseguem em quatro etapas: (1) medir a magnitude e a frequência de um determinado evento com base em dados observados, (2) executar modelos de computador para comparar e verificar dados de observação, (3) executar os mesmos modelos numa linha de base " Terra" sem mudanças climáticas e (4) usando estatísticas para analisar as diferenças entre a segunda e a terceira etapas, medindo assim o efeito direto das alterações climáticas no evento estudado.
Ondas de calor são os eventos meteorológicos mais fáceis de atribuir. As alterações climáticas podem afetar a intensidade e a frequência da meteorologia extrema de forma diferente, por exemplo, a onda de calor na Rússia de 2010 foi muito mais provável, mas não mais intensa.
A ciência da atribuição pode afetar os litígios sobre alterações climáticas, talvez aumentando as ações judiciais contra empresas por as causar e os governos por não abordarem as alterações climáticas.
Um artigo de revisão resumiu a confiança, probabilidades e severidade de custos – como custos económicos, custos financeiros e número de perdas de vidas precoces – das ligações com as alterações climáticas e identificou formas potenciais para a melhoria do campo, como "melhorar o registo dos impactos das condições meteorológicas extremas em todo o mundo, melhorando a cobertura de estudos de atribuição em diferentes eventos e regiões e usando estudos de atribuição para explorar as contribuições de fatores climáticos e não climáticos de impactos.".

## Impactos relacionados com o clima

### Inundações

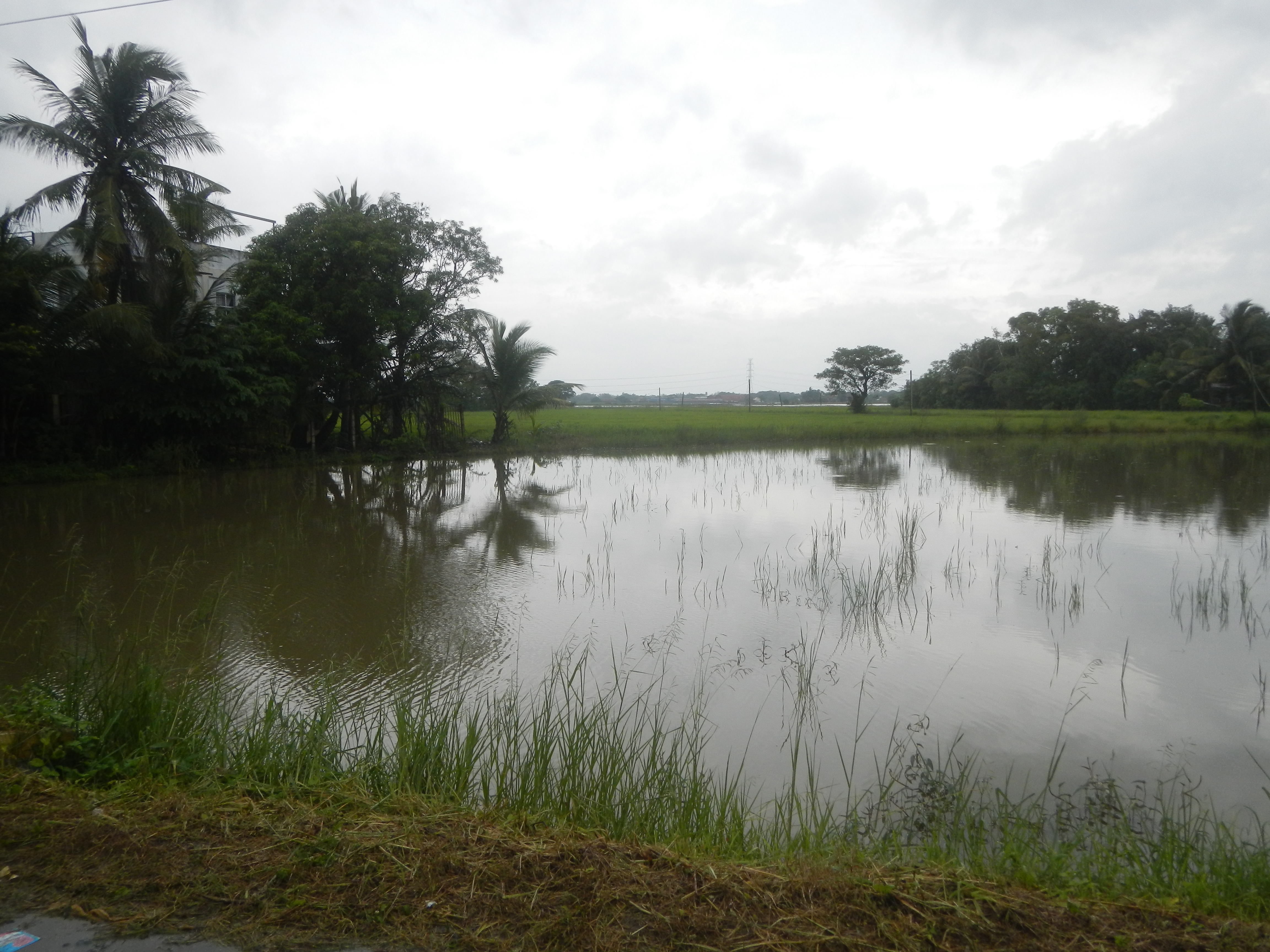
As inundações de marés altas estão a aumentar devido à elevação do nível do mar, ao abatimento da terra e à perda de barreiras naturais.

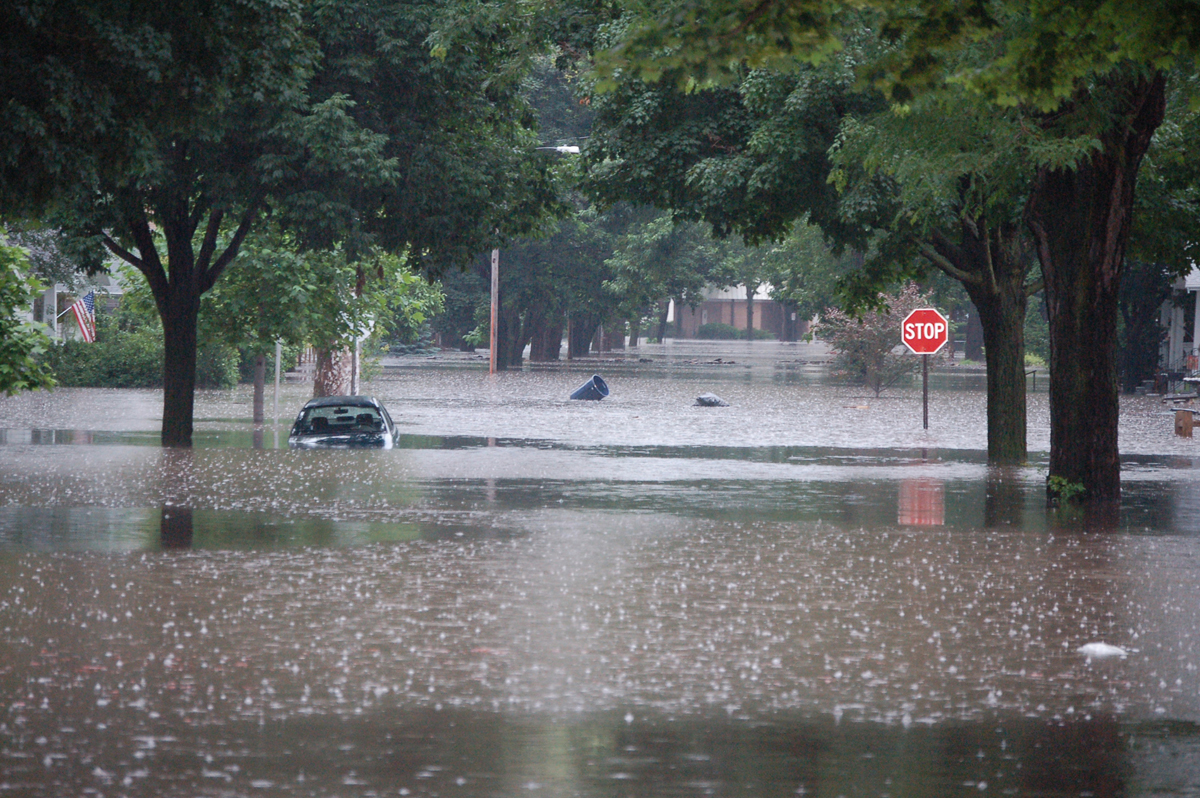
Inundações na região Centro-Oeste dos Estados Unidos, junho de 2008

O aumento da intensidade das chuvas devido às alterações climáticas pode piorar as inundações. O aumento do nível do mar aumenta ainda mais os riscos de inundações: se o nível do mar aumentar mais 0,15m, 20% mais pessoas serão expostas a uma inundação costeira com periocidade de 1 em 100 anos, assumindo que não haverá crescimento populacional e nenhuma adaptação adicional. Com um acréscimo de 0,75m, isso aumenta para uma duplicação de pessoas expostas.
Foi determinado que as alterações climáticas e a variabilidade têm o potencial de impactar drasticamente a exposição humana aos riscos de inundação, mas isso vem com muita incerteza devido a vários modelos climáticos. Semelhante às secas, as alterações climáticas também demonstraram ter o potencial de aumentar a frequência de eventos de tempestades maiores. Esse aumento na frequência de grandes eventos de tempestade alteraria as curvas de intensidade-duração-frequência existentes (curvas IDF) devido à alteração na frequência, mas também ao elevar e inclinar das curvas no futuro.
Entre 1994 e 2006, observações de satélite mostram um aumento de 18% no fluxo de água doce para os oceanos do mundo, em parte pelo derretimento do gelo e em parte pelo aumento da precipitação devido ao aumento da evaporação global dos oceanos. Grande parte do aumento está em áreas que já experienciam elevada pluviosidade. Um efeito, como talvez experimentado nas enchentes de 2010 no Paquistão, é sobrecarregar a infraestrutura de controle de enchentes.

### Secas
As alterações climáticas afetam vários fatores associados às secas, como a quantidade de chuva e a rapidez com que a chuva evapora novamente. O aquecimento sobre a terra leva a um aumento na procura evaporativa atmosférica que aumentará a gravidade e a frequência das secas em grande parte do mundo. Devido às limitações sobre a quantidade de dados disponíveis sobre secas no passado, muitas vezes é impossível atribuir com confiança as secas às alterações climáticas induzidas pelo homem. Algumas áreas, no entanto, como o Mediterrâneo e a Califórnia, já apresentam uma clara assinatura humana. Os seus impactos são agravados por causa do aumento da procura de água, crescimento populacional, expansão urbana e esforços de proteção ambiental em muitas áreas.
Em 2019, o Painel Intergovernamental para as Alterações Climáticas publicou um Relatório Especial sobre Alterações Climáticas e Terra. As principais afirmações do relatório incluem: Entre 1960 e 2013 a área de terras firmes em seca aumentou 1% ao ano. Em 2015, cerca de 500 milhões de pessoas viviam em áreas impactadas pela desertificação entre as décadas de 1980 e 2000. As pessoas que vivem em áreas afetadas pela degradação da terra e pela desertificação são "cada vez mais negativamente afetadas pelas alterações climáticas".
De acordo com um relatório divulgado pela ONU "Seca em Números, 2022", as alterações climáticas aumentam a frequência e a duração das secas. Ambas aumentaram 29% desde o ano 2000 e até 2050 mais de 75% da humanidade viverá em condições de seca se nada for feito. Uma das soluções propostas é a reabilitação de terras, principalmente pela agrossilvicultura que já trouxe bons resultados.

### Incêndios florestais

A área média dos EUA queimada anualmente por incêndios florestais quase triplicou em três décadas.

Globalmente, as alterações climáticas promovem o tipo de clima que aumenta a probabilidade de incêndios florestais. Em algumas áreas, um aumento de incêndios florestais foi atribuído diretamente às alterações climáticas. Que as condições climáticas mais quentes representam mais riscos de incêndios florestais é consistente com evidências do passado da Terra: havia mais fogo em períodos mais quentes e menos em períodos climáticos mais frios. As alterações climáticas aumentam a evaporação, o que pode fazer com que a vegetação seque. Quando um incêndio começa numa área com vegetação muito seca, o mesmo pode-se espalhar rapidamente. Temperaturas mais altas também podem prolongar a temporada de incêndios, o período em que os incêndios florestais graves são mais prováveis. Em regiões onde a neve está a desaparecer, a temporada de incêndios pode ficar particularmente mais prolongada.
Embora as condições climáticas estejam a aumentar os riscos de incêndios florestais, a área total queimada por incêndios florestais diminuiu globalmente. Isso é principalmente o resultado da conversão da savana em terras agrícolas, após o que há menos área florestal que pode queimar. O fogo controlado, uma prática indígena nos EUA e na Austrália, também pode reduzir a área queimada e pode formar uma adaptação ao risco aumentado. O carbono libertado pelos incêndios florestais pode aumentar ainda mais as concentrações de gases de efeito estufa. Essa retroalimentação ainda não está totalmente integrada nos modelos climáticos.

## Oceanos

Os oceanos absorveram mais de 90% do excesso de calor acumulado na Terra devido ao aquecimento global, reduzindo a quantidade de calor acumulado na atmosfera.

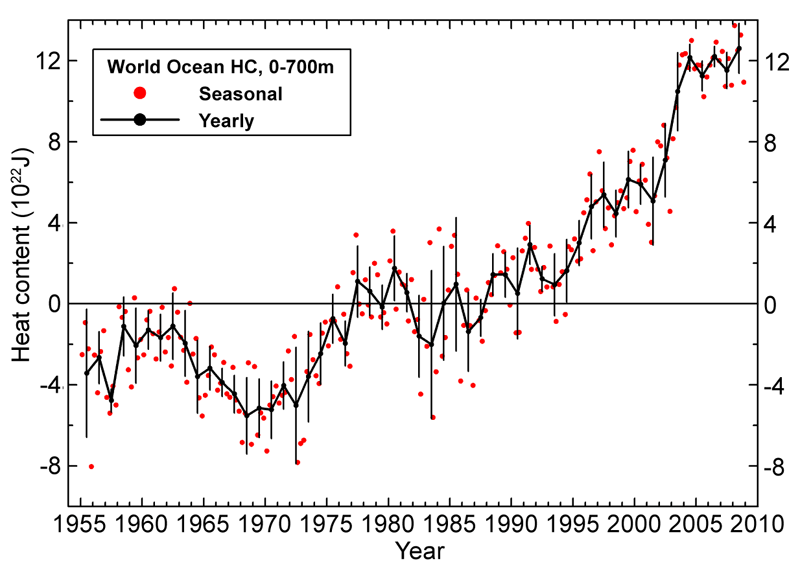
Série temporal do conteúdo de calor global do oceano superior sazonal (pontos vermelhos) e anual (linha preta) para a camada de 0-700m entre 1955 e 2008. O gráfico mostra que o conteúdo de calor do oceano aumentou ao longo deste período de tempo.

Os principais efeitos físicos do aquecimento global no oceano mundial são o aumento do nível do mar, aquecimento do oceano, acidificação do oceano, perda de oxigénio, aumento das ondas de calor marinhas, e mudanças nas correntes oceânicas, incluindo uma possível desaceleração ou desligamento da circulação termoalina. Essas mudanças físicas perturbam os ecossistemas marinhos, que podem causar extinções e explosões populacionais, alterar a distribuição das espécies, e impactar a pesca costeira e o turismo.
O aquecimento da superfície do oceano devido a temperaturas mais altas do ar leva ao aumento da estratificação da temperatura da água. O declínio na mistura das camadas oceânicas acumula água quente perto da superfície, reduzindo a circulação de águas frias e profundas. A mistura reduzida para cima e para baixo reduz a capacidade do oceano de absorver calor, direcionando uma fração maior do aquecimento futuro para a atmosfera e a terra. Espera-se que a energia disponível para os ciclones tropicais e outras tempestades aumente, os nutrientes para os peixes nas camadas superiores do oceano devem diminuir, bem como a capacidade dos oceanos de armazenar carbono.
A água mais quente não pode conter tanto oxigênio quanto a água fria, alterando o equilíbrio das trocas gasosas para reduzir os níveis de oxigênio do oceano e aumentar o oxigênio na atmosfera. O aumento da estratificação térmica pode levar a aumentos nas taxas de respiração da matéria orgânica, diminuindo ainda mais o teor de oxigênio da água. O oceano já perdeu oxigênio, em toda a coluna de água e as zonas de mínimo de oxigênio estão-se a expandir em todo o mundo. Isto tem consequências adversas para a vida oceânica.

### Aumento do nível do mar
Medições de marégrafo mostram que o atual aumento global do nível do mar começou no início do século XX. Entre 1901 e 2018, a média global do nível do mar aumentou de 15 a 25 cm. Dados mais precisos coletados de medições de radar de satélite revelam um aumento acelerado de 7,5 cm de 1993 a 2017,:1554  para uma taxa média de 3,1 cm por década. Essa aceleração deve-se principalmente às alterações climáticas, que aquecem (e, portanto, expandem) o oceano e derretem as camadas de gelo e glaciares terrestres. Entre 1993 e 2018, a expansão térmica da água contribuiu com 42% para a elevação do nível do mar; o derretimento de glaciares temperados, 21%; Gronelândia, 15%; e Antártida, 8%.:1576  Os cientistas do clima esperam que a taxa acelere ainda mais durante o século XXI, com as últimas medições a afirmar que o nível do mar está a subir 3,7 mm por ano.

### Acidificação do oceano

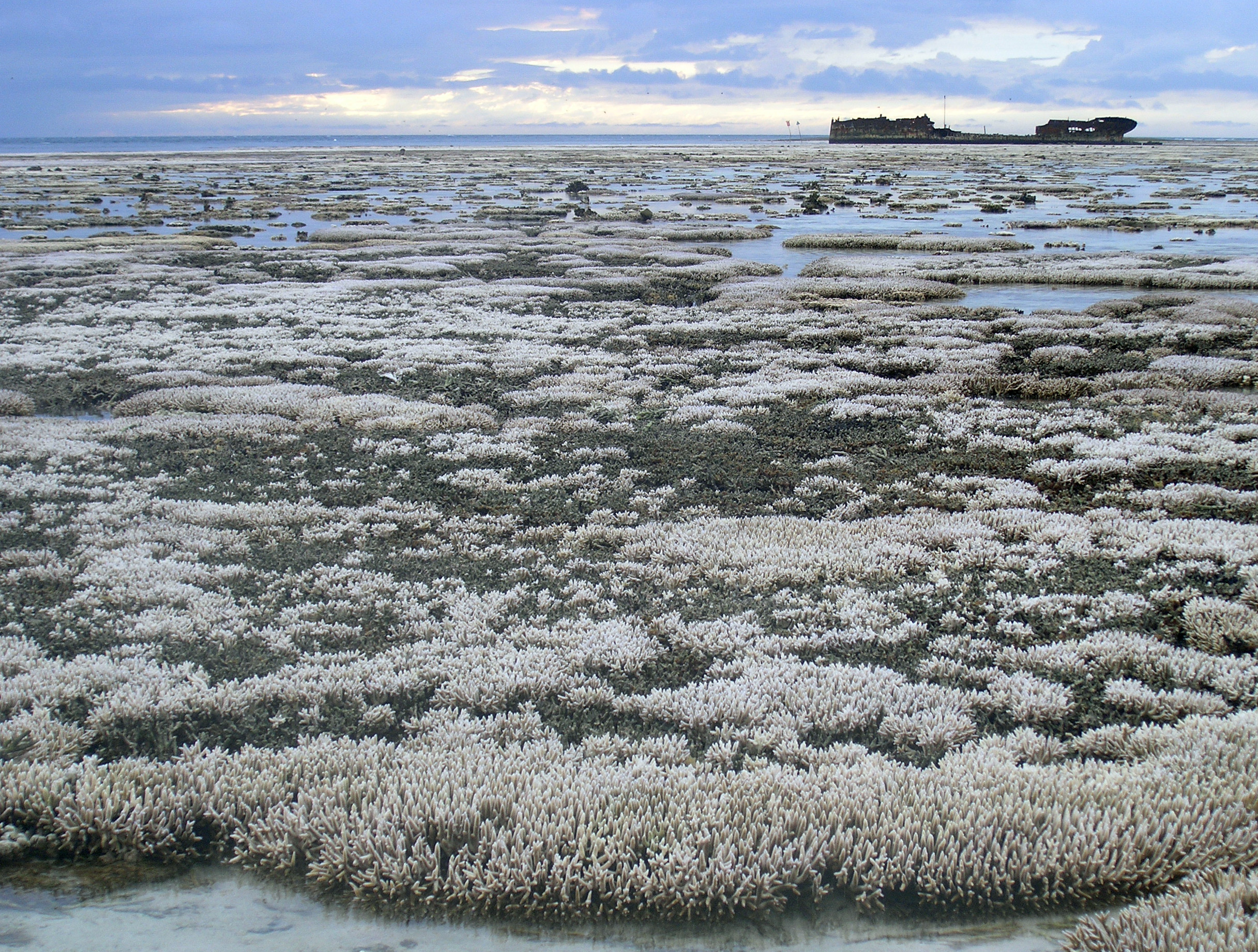
Uma parte da Grande Barreira de Corais na Austrália em 2016 após um evento de branqueamento de corais

A acidificação dos oceanos é a diminuição contínua do valor de pH dos oceanos da Terra, causada pela absorção de dióxido de carbono (CO2) da atmosfera. A principal causa da acidificação dos oceanos é a queima humana de combustíveis fósseis. À medida que a quantidade de dióxido de carbono na atmosfera aumenta, a quantidade de dióxido de carbono absorvida pelo oceano também aumenta. Isso leva a uma série de reações químicas na água do mar que tem um efeito negativo no oceano e nas espécies que vivem por baixo de água. Quando o dióxido de carbono se dissolve na água do mar, forma ácido carbónico (H2CO3). Algumas das moléculas de ácido carbónico dissociam-se num íon bicarbonato e um íon hidrogénio, aumentando assim a acidez do oceano (concentração de íons H+). Entre 1751 e 1996, estima-se que o valor do pH da superfície do oceano tenha diminuído de aproximadamente 8,25 para 8,14, representando um aumento de quase 30% na concentração de íons H+ nos oceanos do mundo (a escala de pH é logarítmica, então uma mudança de um na unidade de pH é equivalente a uma mudança de dez vezes na concentração de íons H+).

### Circulação oceânica

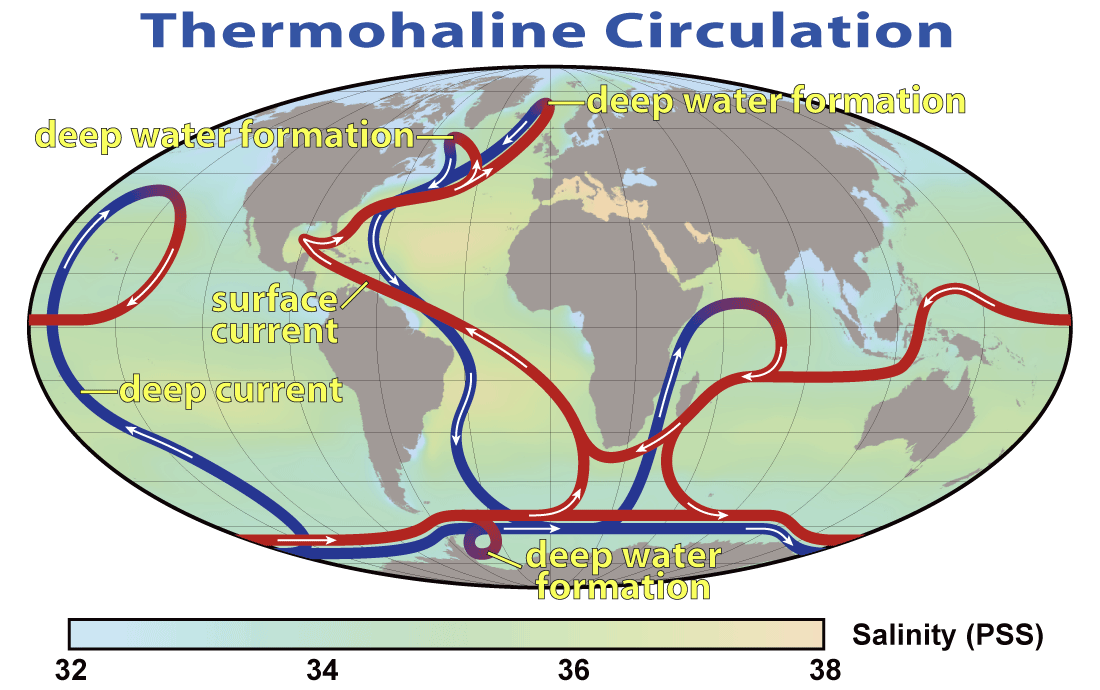
Este mapa mostra a localização geral e a direção das correntes de superfície quente (vermelho) e de águas profundas frias (azul) da circulação termoalina. A salinidade é representada pela cor em unidades da Escala Prática de Salinidade. Valores baixos (azul) são menos salinos, enquanto valores altos (laranja) são mais salinos.

A circulação oceânica em grande escala pode ser interrompida pelas alterações climáticas. A Circulação Meridional do Atlântico (AMOC), um componente importante do sistema climático da Terra, é um fluxo de água do norte quente e salgada nas camadas superiores do Atlântico e um fluxo de água do sul mais fria no Atlântico profundo.:5 Os impactos potenciais associados às mudanças AMOC incluem aquecimento reduzido ou (no caso de mudança abrupta) arrefecimento absoluto das áreas de alta latitude do norte perto da Gronelândia e do noroeste da Europa, um aumento do aquecimento das altas latitudes do Hemisfério Sul, seca tropical, bem como mudanças nos ecossistemas marinhos, vegetação terrestre, absorção de 
CO2 oceânico, concentrações oceânicas de oxigénio e alterações nas pescarias.
De acordo com uma avaliação de 2019 no Relatório Especial do IPCC sobre o Oceano e a Criosfera num Clima em Mudança, é muito provável (mais de 90% de probabilidade, com base na avaliação de especialistas) que a força da AMOC diminua ainda mais ao longo do século XXI. Espera-se ainda que o aquecimento ocorra na maior parte da região europeia a jusante da Corrente do Atlântico Norte em resposta ao aumento dos GEE, bem como na América do Norte. Com confiança média, o relatório do IPCC afirmou que é muito improvável (menos de 10% de probabilidade) que a AMOC entre em colapso no século XXI. As consequências potenciais de tal colapso podem ser graves.:5

## Gelo e neve

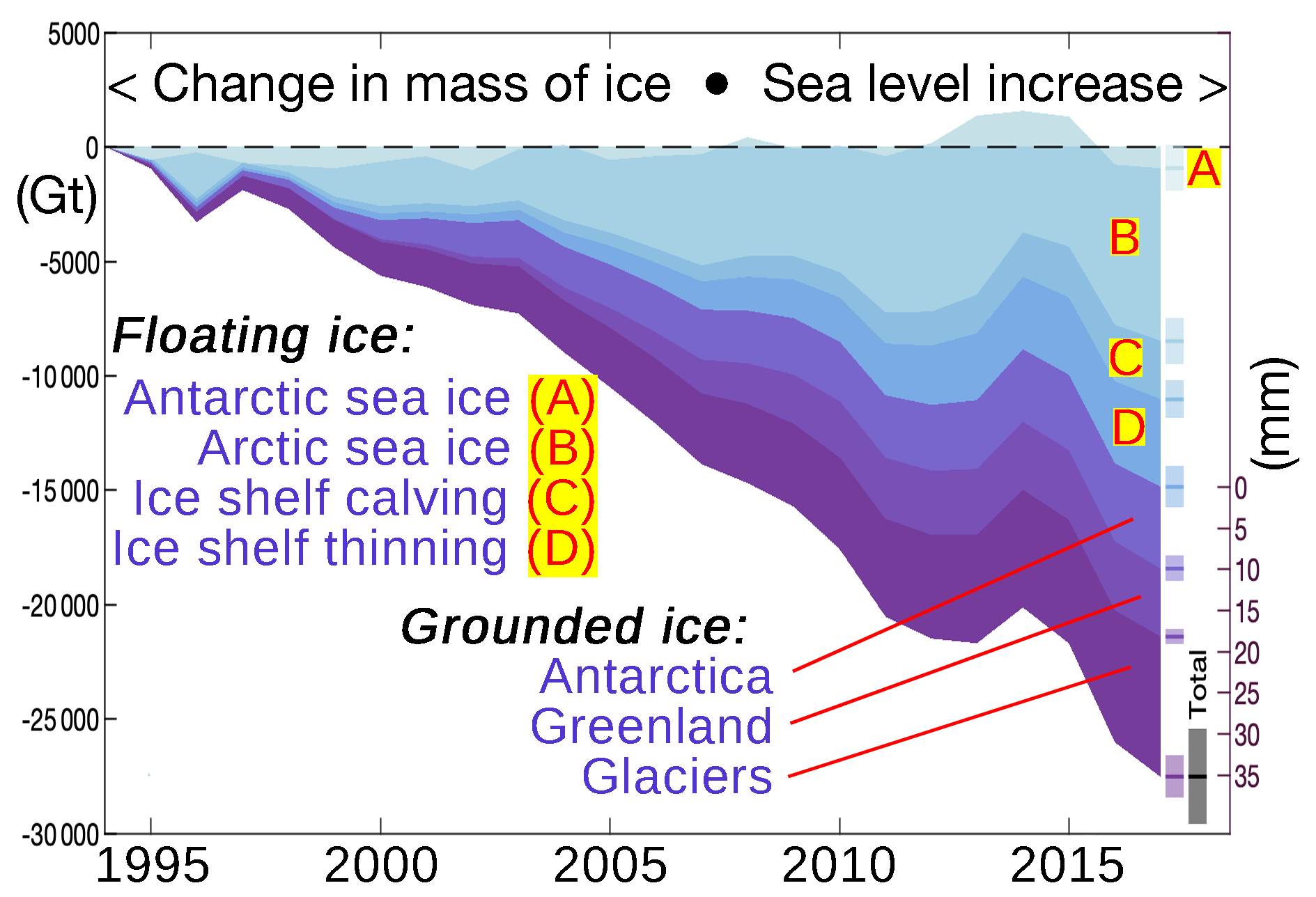
A Terra perdeu 28 biliões de toneladas de gelo entre 1994 e 2017, com o derretimento do gelo em terra (mantos de gelo e geleiras) elevando o nível global do mar em 34,6 ± 3,1 mm. A taxa de perda de gelo aumentou 57% desde a década de 1990 – de 0,8 para 1,2 biliões de toneladas por ano.

A criosfera, a área da Terra coberta por neve ou gelo, é extremamente sensível às alterações no clima global. A cobertura de neve média anual do Hemisfério Norte diminuiu nas últimas décadas. Este padrão é consistente com temperaturas globais mais quentes. Alguns dos maiores declínios foram observados nos meses de primavera e verão. Durante o século XXI, a cobertura de neve deverá continuar a diminuir em quase todas as regiões.

### Declínio dos glaciares e mantos de gelo
Desde o início do século XX, houve um recuo generalizado dos glaciares. O derretimento das mantos de gelo da Gronelândia e da Antártida Ocidental continuará a contribuir para o aumento do nível do mar em longas escalas temporais. A perda do manto de gelo da Gronelândia é impulsionada principalmente pelo derretimento do topo, enquanto que a perda de gelo da Antártida é impulsionada pela água quente do oceano que derrete os glaciares de saída.
O futuro derretimento do manto de gelo da Antártida Ocidental é potencialmente abrupto num cenário de elevadas emissões, como consequência de um colapso parcial. Parte do manto de gelo está ancorado no leito rochoso abaixo do nível do mar, tornando-o possivelmente vulnerável ao processo de auto-reforço da instabilidade do manto de gelo marinho. Outra hipótese é que a instabilidade do penhasco de gelo marinho também contribuiria para um colapso parcial, mas há evidências limitadas para a sua importância. Um colapso parcial da camada de gelo levaria a um rápido aumento do nível do mar e a uma diminuição local da salinidade do oceano. Seria irreversível numa escala de tempo entre décadas e milénios.
Em contraste com o manto de gelo da Antártida Ocidental, o derretimento do manto de gelo da Gronelândia está projetado para ocorrer de forma mais gradual ao longo de milénios. Aquecimento sustentado entre 1°C (baixa confiança) e 4°C (confiança média) levaria a uma perda completa da camada de gelo, contribuindo com 7 m para o nível do mar globalmente. A perda de gelo pode-se tornar irreversível devido a uma retroalimentação de auto-aprimoramento adicional: a retroalimentação do balanço de massa da superfície de elevação. Quando o gelo derrete no topo da camada de gelo, a elevação diminui. Como a temperatura do ar é mais alta em altitudes mais baixas, isso promove mais derretimento.

### Declínio do gelo marinho
O gelo marinho reflete 50% a 70% da radiação solar recebida, enquanto que 6% da energia solar recebida é refletida pelo oceano. Com menos energia solar, o gelo marinho absorve e mantém a superfície mais fria, o que pode ser uma ação positiva para as alterações climáticas. À medida que o clima aquece, a cobertura de neve e a extensão do gelo marinho diminuem. Medições em larga escala do gelo marinho só foram possíveis desde a era dos satélites. A idade do gelo marinho é uma característica importante do estado da cobertura de gelo marinho. O gelo marinho no Antártico praticamente não mudou desde que essas medições começaram. Embora estender o registo de gelo marinho da Antártida no tempo seja mais difícil devido à falta de observações diretas nesta parte do mundo.
O gelo do mar Ártico começou a diminuir no início do século XX, mas a taxa está a acelerar. Desde 1979, os registos de satélite indicam que o declínio na cobertura de gelo marinho no verão foi de cerca de 13% por década. A espessura do gelo marinho também diminuiu 66% ou 2,0m nas últimas seis décadas, com uma mudança de gelo permanente para cobertura de gelo em grande parte sazonal. Enquanto os verões sem gelo devem ser raros em 1,5°C graus de aquecimento, eles devem ocorrer pelo menos uma vez a cada década num  nível de aquecimento de 2,0°C. O Ártico provavelmente ficará livre de gelo no final de alguns verões antes de 2050.

### Descongelamento do permafrost
A parte sul da região do Ártico (que abriga 4 milhões de pessoas) experienciou um aumento de temperatura de 1°C a 3°C nos últimos 50 anos. Canadá, Alasca e Rússia estão a experienciar o derretimento inicial do permafrost. Isso pode perturbar os ecossistemas e, ao aumentar a atividade bacteriana no solo, fazer com que essas áreas se tornem fontes de carbono em vez de sumidouros de carbono. O permafrost da Sibéria Oriental está a desaparecer gradualmente nas regiões do sul, levando à perda de quase 11% dos quase 11.000 lagos da Sibéria desde 1971. Ao mesmo tempo, o oeste da Sibéria está no estádio inicial onde o derretimento do permafrost está a criar novos lagos, que eventualmente começarão a desaparecer como no leste. Além disso, o derretimento do permafrost acabará por causar a libertação de metano dos pântanos de turfa do permafrost.
O permafrost do Ártico tem estado a diminuir há décadas. Globalmente, o permafrost aqueceu cerca de 0,3°C entre 2007 e 2016, com um aquecimento mais forte observado na zona contínua do permafrost em relação à zona descontínua. A consequência é o degelo do solo, que pode ser mais fraco, e a libertação de metano, que contribui para o aumento da taxa de aquecimento global como parte de um ciclo de retroalimentação causado pela decomposição microbiana. As áreas húmidas que secam por drenagem ou evaporação comprometem a capacidade de sobrevivência de plantas e animais. Enquanto o permafrost continuar a diminuir, muitos cenários de alterações climáticas serão amplificados. Em áreas onde o permafrost é alto, a infraestrutura cercada pode ser severamente danificada pelo degelo do permafrost. Acredita-se que o armazenamento de carbono no permafrost global seja de aproximadamente 1600 gigatoneladas; equivalente a duas vezes o reservatório atmosférica.

## Vida selvagem e natureza
O aquecimento recente afetou fortemente os sistemas biológicos naturais. Espécies em todo o mundo estão a mover-se em direção aos pólos para áreas mais frias. Em terra, as espécies movem-se para altitudes mais altas, enquanto que as espécies marinhas encontram água mais fria em profundidades maiores. Dos fatores de maior impacto global na natureza, as alterações climáticas ocupam o terceiro lugar nas cinco décadas anteriores a 2020, com apenas a mudança no uso do solo e do mar e a exploração direta de organismos com maior impacto.
Os impactos das alterações climáticas na natureza e as contribuições da natureza para os seres humanos dever-se-ão tornar mais pronunciados nas próximas décadas. Exemplos de perturbações climáticas incluem incêndio, seca, infestação de pragas, invasão de espécies, tempestades e eventos de branqueamento de corais. As tensões causadas pelas alterações climáticas, somadas a outras tensões nos sistemas ecológicos (por exemplo, conversão de terras, degradação do solo, colheita e poluição), ameaçam danos substanciais ou perda completa de alguns ecossistemas únicos e extinção de algumas espécies criticamente ameaçadas. Interações-chave entre espécies dentro de ecossistemas são frequentemente interrompidas porque espécies de um local não se movem para habitats mais frios na mesma proporção, dando origem a mudanças rápidas no funcionamento do ecossistema. Os impactos incluem mudanças nos padrões regionais de precipitação, desfolhamento precoce de árvores e plantas em muitas regiões; movimentos de espécies para latitudes e altitudes mais altas no Hemisfério Norte; mudanças nas migrações de aves na Europa, América do Norte e Austrália; e a mudança do plâncton e dos peixes dos oceanos de comunidades adaptadas ao frio para comunidades adaptadas ao calor.

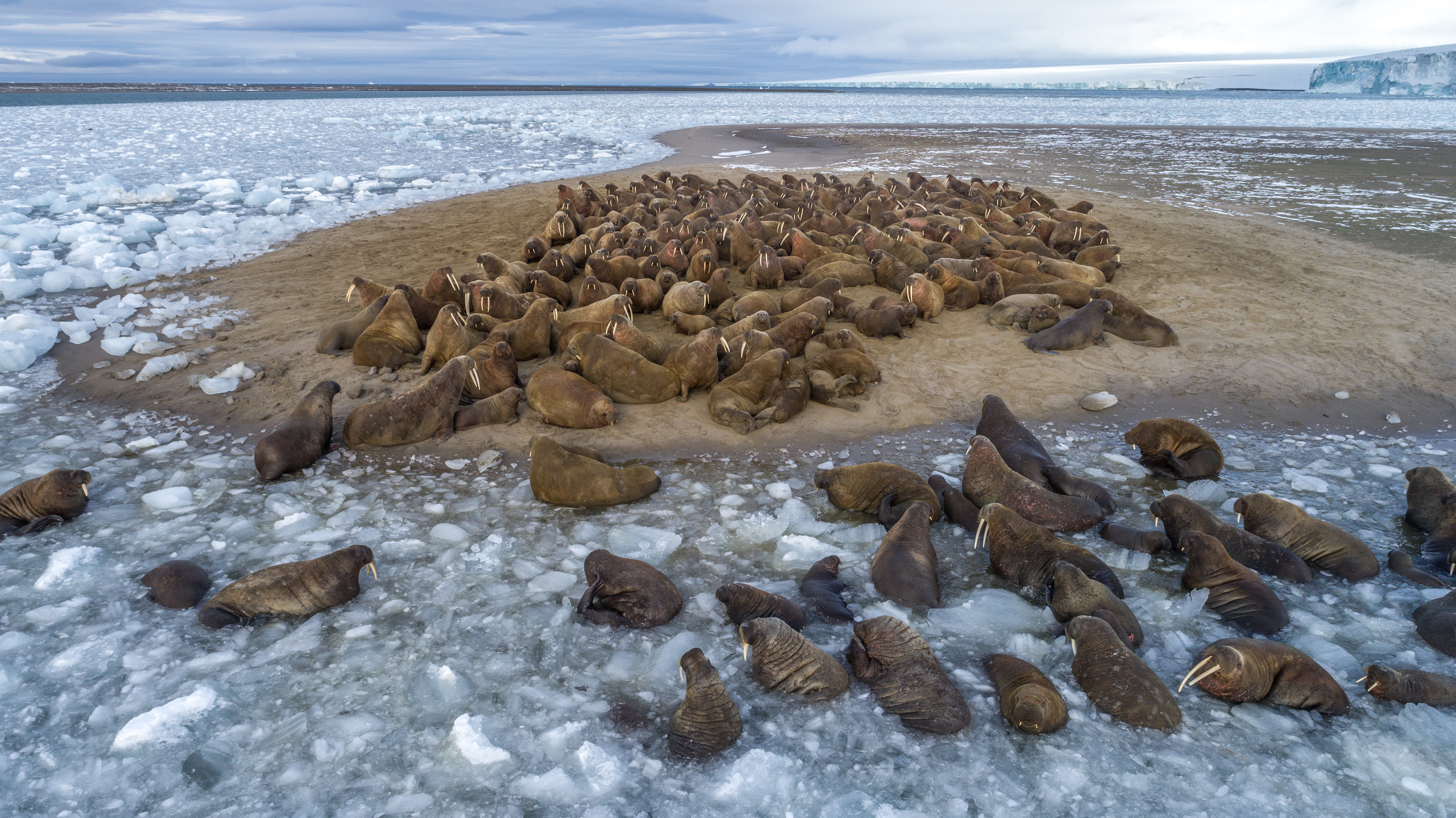
O Ártico está a aquecer duas vezes mais rápido que a média global. Os mares estão a caminho de subir ~30cm a ~121cm até 2100, ameaçando os habitats costeiros.

### Ecossistemas em terra
Estima-se que as alterações climáticas sejam um dos principais impulsionadores da perda de biodiversidade em florestas frias de coníferas, savanas, sistemas climáticos mediterrâneos, florestas tropicais e tundra ártica. Noutros ecossistemas, a mudança no uso do solo pode ser um fator mais forte de perda de biodiversidade, pelo menos no curto prazo. Depois do ano de 2050, as alterações climáticas poderão ser o principal fator para a perda de biodiversidade globalmente. As alterações climáticas interagem com outras pressões, como modificação de habitat, poluição e espécies invasoras. Interagindo com essas pressões, as alterações climáticas aumentam o risco de extinção para uma grande fração de espécies terrestres e de água doce. Entre 1% e 50% das espécies em diferentes grupos foram avaliadas como estando em risco substancialmente maior de extinção devido às alterações climáticas.

#### Floresta amazónica

A taxa de perda global de cobertura florestal quase duplicou desde 2001, para uma perda anual que se aproxima de uma área do tamanho de Itália.

A chuva que cai na floresta amazónica é reciclada quando evapora de volta para a atmosfera, em vez de escorrer da floresta tropical. Esta água é essencial para sustentar a floresta tropical. Devido ao desmatamento, a floresta tropical está a perder essa capacidade, agravada pelas alterações climáticas que trazem secas mais frequentes para a zona. A maior frequência de secas observadas nas duas primeiras décadas do século XXI, bem como outros dados, sinalizam que um ponto de inflexão da floresta tropical para a savana pode estar próximo. Um estudo concluiu que esse ecossistema pode entrar num modo de colapso de 50 anos para uma savana por volta de 2021, após o qual se tornaria cada vez mais e desproporcionalmente mais difícil prevenir ou reverter essa mudança.

### Ecossistemas marinhos
As ondas de calor marinhas têm visto uma frequência aumentada e têm impactos generalizados na vida nos oceanos, como eventos de morte em massa e branqueamento de corais. A proliferação de algas nocivas aumentou em resposta ao aquecimento das águas, perda de oxigénio e eutrofização. Entre um quarto e um terço das nossas emissões de combustíveis fósseis são consumidas pelos oceanos da Terra, que agora são 30% mais ácidos do que eram nos tempos pré-industriais. Essa acidificação representa uma séria ameaça à vida aquática, particularmente criaturas como ostras, amêijoas e corais com conchas ou esqueletos calcificados. O derretimento do gelo marinho destrói o habitat, inclusive para as algas que crescem na sua parte inferior. É provável que os oceanos tenham aquecido mais rapidamente entre 1993 e 2017 em comparação com o período iniciado em 1969.
Os recifes de coral de águas quentes são muito sensíveis ao aquecimento global e à acidificação dos oceanos. Os recifes de coral fornecem um habitat para milhares de espécies e serviços ecossistémicos, como proteção costeira e alimentação. A resiliência dos recifes pode ser melhorada reduzindo a poluição local e a pesca excessiva, mas 70 a 90% dos recifes de coral de água quente de hoje desaparecerão mesmo que o aquecimento seja mantido em 1,5°C. Os recifes de coral não são os únicos organismos estruturais, organismos que constroem estruturas físicas que formam habitats para outras criaturas marinhas, afetadas pelas alterações climáticas: manguezais e ervas marinhas são considerados de risco moderado para níveis mais baixos de aquecimento global, de acordo com o Relatório Especial sobre o Oceano e a Criosfera num Clima em Alteração.

## Pontos de inflexão e impactos irreversíveis
Retroalimentações auto-reforçadas amplificam as alterações climáticas. O sistema climático exibe "comportamento de limiar" ou pontos de inflexão quando essas retroalimentações levam partes do sistema da Terra a um novo estado, como a perda descontrolada de camadas de gelo ou a destruição de florestas. Os pontos de inflexão são estudados usando dados do passado distante da Terra e por modelagem física. Já existe risco moderado de pontos de inflexão globais em 1°C acima das temperaturas pré-industriais, e esse risco  torna-se alto em 2,5ºC.
Os pontos de inflexão são "talvez o aspeto mais 'perigoso' das futuras alterações climáticas", levando a impactos irreversíveis na sociedade. Muitos pontos de inflexão estão interligados, de modo que o desencadeamento de um pode levar a uma cascata de efeitos, mesmo bem abaixo de 2°C de aquecimento. Um estudo de 2018 afirma que 45% dos problemas ambientais, incluindo os causados pelas alterações climáticas, estão interligados e aumentam o risco de um efeito dominó.
Há uma série de impactos das alterações climáticas no meio ambiente que podem ser irreversíveis, pelo menos na escala de tempo de muitas gerações humanas. Estes incluem as singularidades em grande escala, como o derretimento dos mantos de gelo da Gronelândia e da Antártida Ocidental, e mudanças na Circulação Meridional do Atlântico. Nos sistemas biológicos, a extinção de espécies seria um impacto irreversível. Nos sistemas sociais, culturas únicas podem ser perdidas ou a sobrevivência de línguas ameaçadas pode ser exacerbada devido às alterações climáticas. Por exemplo, os seres humanos que vivem em ilhas de atóis enfrentam riscos devido ao aumento do nível do mar, aquecimento da superfície do mar e aumento da frequência e intensidade de eventos climáticos extremos.

## Saúde, segurança alimentar e segurança hídrica

### Saúde
Os efeitos das alterações climáticas na saúde humana incluem efeitos diretos do clima extremo, levando a lesões e perda de vidas, bem como efeitos indiretos, como desnutrição causada por falhas nas colheitas ou falta de acesso a água potável segura. As alterações climáticas apresentam uma ampla gama de riscos para a saúde da população. As três principais categorias de riscos para a saúde incluem: (i) efeitos de ação direta (por exemplo, devido a ondas de calor, desastres climáticos extremos), (ii) impactos mediados por meio de mudanças relacionadas com o clima em sistemas e relacionamentos ecológicos (por exemplo, rendimentos de culturas, ecologia de mosquitos , produtividade marinha) e (iii) as consequências mais difusas (indiretas) relacionadas ao empobrecimento, deslocamento e problemas de saúde mental.
Mais especificamente, a relação entre saúde e calor (aumento da temperatura global) inclui os seguintes aspetos: exposição de populações vulneráveis a ondas de calor, mortalidade relacionada ao calor, impactos na atividade física e capacidade de trabalho e saúde mental. Há uma série de doenças infecciosas sensíveis ao clima que podem aumentar em algumas regiões, como doenças transmitidas por mosquitos, doenças causadas por patógenos vibrio, cólera e algumas doenças transmitidas pela água. A saúde também é fortemente afetada por eventos climáticos extremos (inundações, furacões, secas, incêndios florestais) por meio de lesões, doenças e poluição do ar no caso de incêndios florestais. Outros impactos das alterações climáticas na saúde incluem migração e deslocamento devido ao aumento do nível do mar; insegurança alimentar e desnutrição, redução da disponibilidade de água potável, aumento da proliferação de algas nocivas em oceanos e lagos e aumento dos níveis de ozono como poluente adicional do ar durante as ondas de calor.

### Segurança alimentar
As alterações climáticas afetarão a agricultura e a produção de alimentos em todo o mundo devido aos efeitos do CO2 elevado na atmosfera; temperaturas mais altas; regimes alterados de precipitação e transpiração; aumento da frequência de eventos extremos; e ervas daninhas modificadas, pragas e pressão de patogénicos. As secas resultam em quebras de colheitas e perda de pastagens para o gado. A taxa de erosão do solo é 10 a 20 vezes maior do que a taxa de acumulação do solo em áreas agrícolas que usam plantio direto. Em áreas com lavoura é 100 vezes maior. As alterações climáticas pioram esse tipo de degradação da terra e desertificação.
Prevê-se que as alterações climáticas afetem negativamente todos os quatro pilares da segurança alimentar: não apenas a quantidade de alimentos disponíveis, mas também a facilidade de acesso aos alimentos (preços), a qualidade dos alimentos e a estabilidade do sistema alimentar. Por exemplo, as alterações climáticas já estão a afetar a produtividade do trigo e de outros alimentos básicos. A disponibilidade, a qualidade e a estabilidade dos vinhos são afetadas por mudanças de temperatura que afetam o alcance e as práticas tradicionais da vinicultura e pelo aroma a fumo de eventos extremos de incêndio.
Em muitas áreas, a pesca já viu as suas capturas diminuírem devido ao aquecimento global e a mudanças nos ciclos bioquímicos. Em combinação com a sobrepesca, o aquecimento das águas diminui o potencial máximo de captura. O potencial de captura global deverá reduzir ainda mais em 2050 para menos de 4% se as emissões forem fortemente reduzidas, e em cerca de 8% para emissões futuras muito altas, com crescimento no Oceano Ártico.

### Segurança hídrica
Entre 1,5 e 2,5 mil milhões de pessoas vivem em áreas com problemas regulares de segurança hídrica. Se o aquecimento global chegasse a 4°C, a insegurança hídrica afetaria cerca de duas vezes mais pessoas. Os recursos hídricos estão projetados para diminuir na maioria das regiões subtropicais secas e latitudes médias, mas aumentarão em altas latitudes. No entanto, à medida que o fluxo se torna mais variável, mesmo regiões com maiores recursos hídricos podem sofrer escassez adicional de curto prazo. As regiões áridas da Índia, China, EUA e África já estão a assistir a períodos de seca e a seca afeta a disponibilidade de água.
Os recursos hídricos podem ser afetados pelas alterações climáticas de várias formas. A quantidade total de água doce disponível pode mudar, por exemplo, devido a períodos secos ou secas. Chuvas fortes e inundações podem ter um impacto na qualidade da água: os poluentes podem ser transportados para os corpos de água pelo aumento do escoamento superficial. Nas regiões costeiras, mais sal pode chegar aos recursos hídricos devido ao aumento do nível do mar e às tempestades mais intensas. Temperaturas mais altas também degradam diretamente a qualidade da água: a água morna contém menos oxigénio.
Os impactos das alterações climáticas relacionados com a água afetam a segurança hídrica das pessoas no dia-a-dia. Eles incluem: aumento da frequência e intensidade de precipitação pesada, derretimento acelerado de glaciares, mudanças na frequência, magnitude e tempo de inundações; secas mais frequentes e severas em alguns lugares; declínio no armazenamento de águas subterrâneas e redução na recarga das águas subterrâneas e deterioração da qualidade da água devido a eventos extremos.:4–8  Os recursos hídricos podem ser afetados pelas alterações climáticas de várias formas. A quantidade total de água doce disponível localmente pode mudar, por exemplo, devido a períodos seco ou secas. Também pode haver uma redução da qualidade da água devido aos efeitos das alterações climáticas.
As alterações climáticas globais "provavelmente aumentarão a complexidade e os custos de garantir a segurança hídrica". Cria novas ameaças e desafios de adaptação. Isso ocorre porque as alterações climáticas levam ao aumento da variabilidade hidrológica e aos extremos. As alterações climáticas têm muitos impactos no ciclo da água, resultando em maior variabilidade climática e hidrológica, o que significa que a segurança hídrica será comprometida.:vII  As mudanças no ciclo da água ameaçam a infraestrutura hídrica existente e dificultam o planeamento de investimentos futuros que pode lidar com mudanças incertas na variabilidade hidrológica. Isso torna as sociedades mais vulneráveis a eventos extremos relacionados com a água e, portanto, aumenta a insegurança hídrica.:vII

## Impactos económicos
As previsões económicas do impacto do aquecimento global variam consideravelmente. Os investigadores alertaram que a modelagem económica atual pode subestimar seriamente o impacto das alterações climáticas potencialmente catastróficas e apontam para a necessidade de novos modelos que forneçam uma imagem mais precisa dos danos potenciais. No entanto, um estudo de 2018 descobriu que potenciais ganhos económicos globais se os países implementarem estratégias de mitigação para cumprir a meta de 2°C estabelecida no Acordo de Paris está próxima de 17 biliões de dólares (US$) por ano até 2100 em comparação com um cenário de emissões muito elevadas.
As perdas globais revelam custos em rápido aumento devido a eventos climáticos extremos desde a década de 1970. Fatores socioeconómicos têm contribuído para a tendência observada de perdas globais, como o crescimento populacional e o aumento da riqueza. Parte do crescimento também está relacionado a fatores climáticos regionais, por exemplo, mudanças na precipitação e eventos de inundação. É difícil quantificar o impacto relativo dos fatores socioeconómicos e das alterações climáticas na tendência observada. A tendência, no entanto, sugere crescente vulnerabilidade dos sistemas sociais às alterações climáticas.

### Desigualdade económica

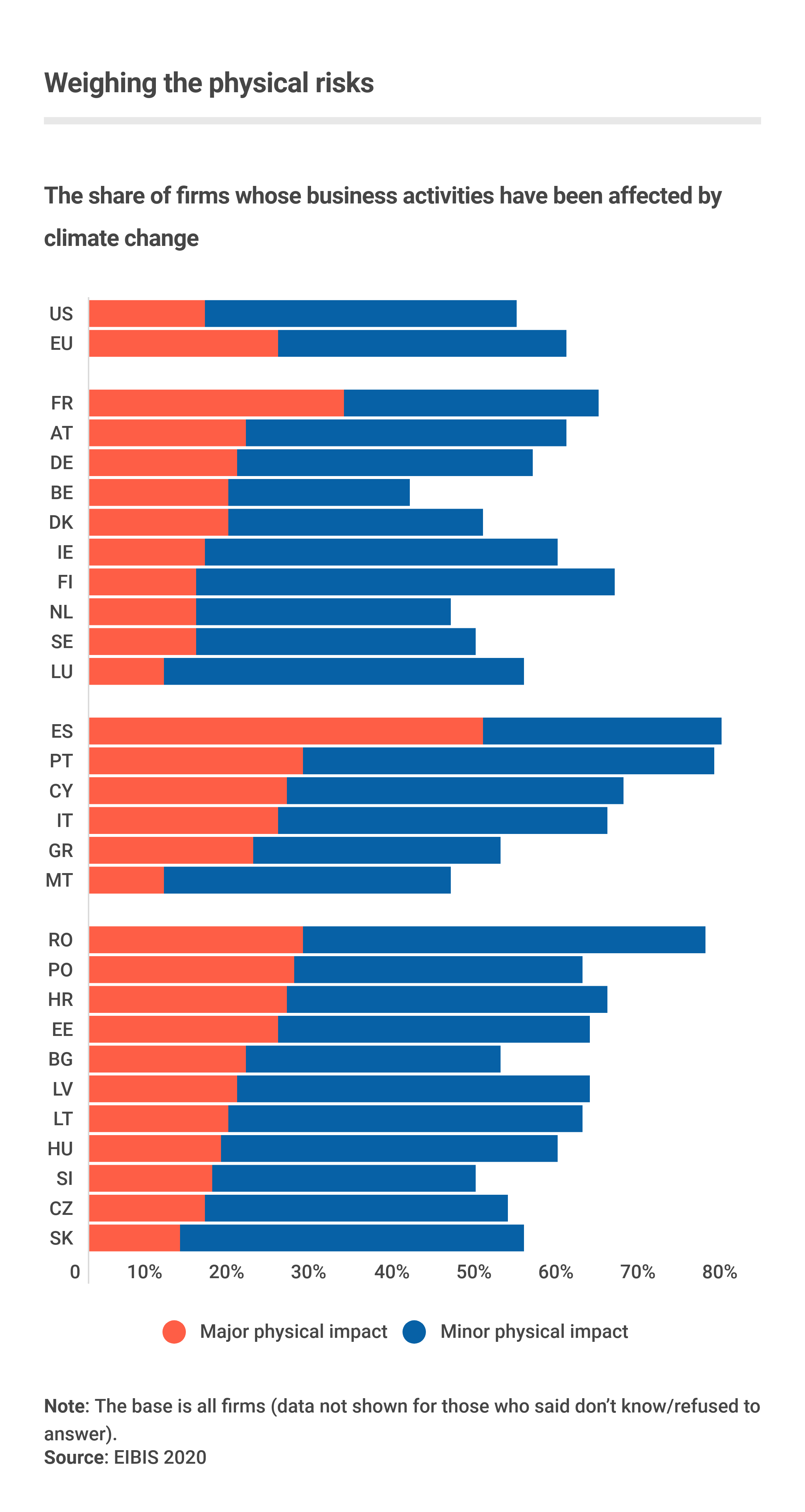
As atividades empresariais afetadas pelas alterações climáticas, conforme constatado no Inquérito ao Investimento de 2020 do Banco Europeu de Investimento

As alterações climáticas contribuíram para a desigualdade económica global. Os países ricos em regiões mais frias sentiram pouco impacto económico geral das alterações climáticas ou possivelmente beneficiaram, enquanto que os países pobres mais quentes provavelmente cresceram menos do que se o aquecimento global não tivesse ocorrido.
Os impactos económicos totais das alterações climáticas são difíceis de estimar, mas aumentam para mudanças de temperatura mais altas. Por exemplo, os danos totais são estimados em menos 90% se o aquecimento global for limitado a 1,5°C em comparação com 3,66°C, um nível de aquecimento escolhido para representar nenhuma mitigação. Um estudo encontrou uma redução de 3,5% no PIB global até o final do século se o aquecimento for limitado a 3°C, excluindo o efeito potencial dos pontos de inflexão. Outro estudo observou que o impacto económico global é subestimado por um fator de dois a oito quando os pontos de inflexão são excluídos da consideração. No cenário de alta emissão da Oxford Economics, um aumento de temperatura de 2 graus até 2050 reduziria o PIB global em 2,5% a 7,5%. Até ao ano 2100, neste caso, a temperatura aumentaria 4 graus, o que poderia reduzir o PIB global em 30% no pior dos casos.

### Setores mais afetados além da agricultura e das pescas
As centrais térmicas (centrais de combustível fóssil e centrais nucleares) dependem da água para as arrefecer. Não só há aumento da procura por água doce, mas as alterações climáticas podem aumentar a probabilidade de seca e escassez de água doce. Outro impacto para as centrais termoelétricas é que o aumento das temperaturas em que operam reduz a sua eficiência e, consequentemente, a sua produção. Mudanças na quantidade de fluxo do rio correlacionam-se com a quantidade de energia produzida por uma barragem. O resultado da diminuição do fluxo do rio pode ser uma escassez de energia em áreas que dependem fortemente de energia hidroelétrica. O Brasil, em particular, é vulnerável devido à sua dependência da hidroeletricidade, pois o aumento das temperaturas, a diminuição do fluxo de água e as alterações no regime de chuvas podem reduzir a produção total de energia em 7% ao ano até o final do século.
A infraestrutura de petróleo e gás natural é afetada pelos efeitos das alterações climáticas e pelo aumento do risco de desastres como tempestades, ciclones, inundações e elevação do nível do mar.

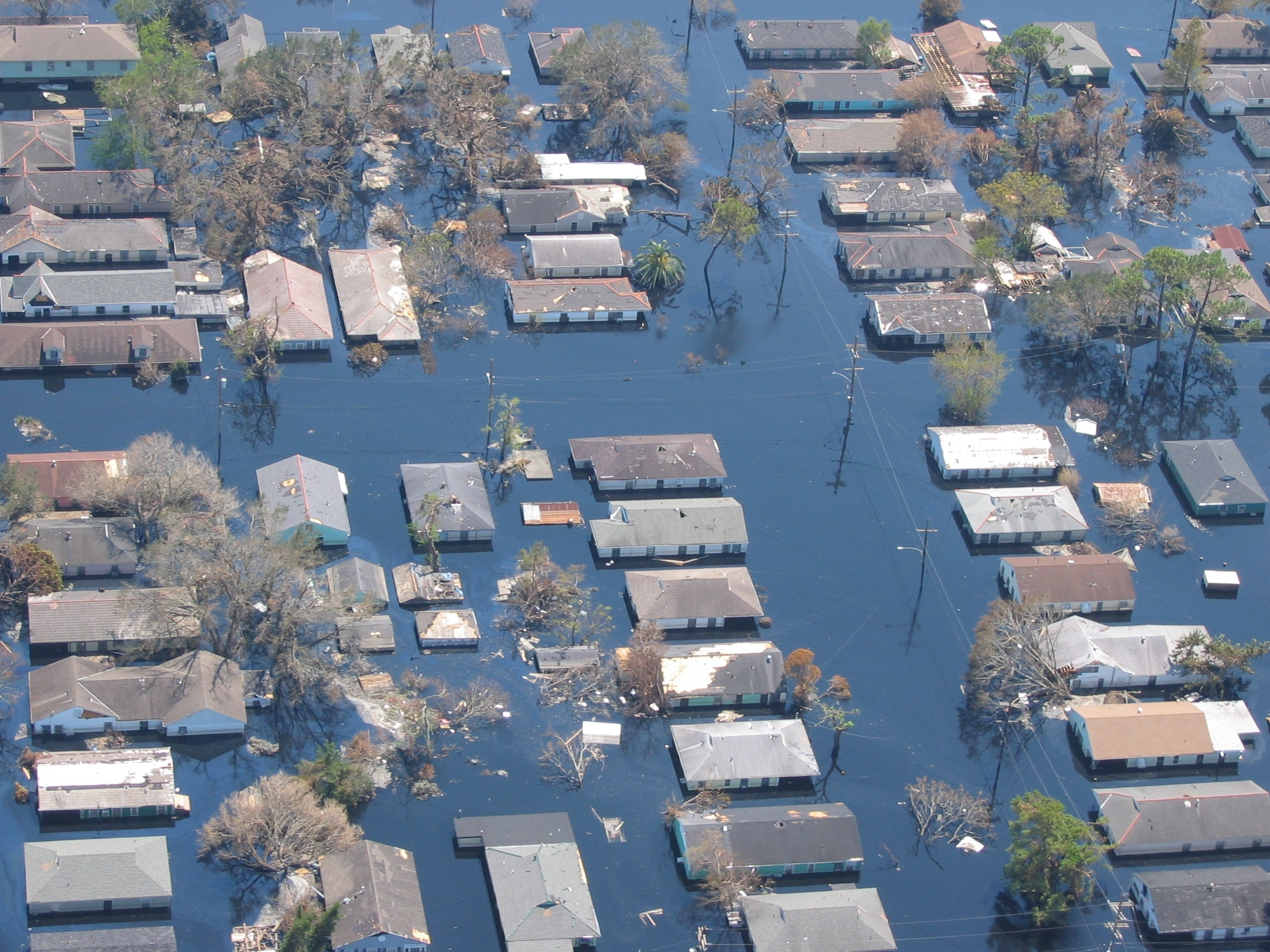
Nova Orleans submersa após o furacão Katrina, setembro de 2005

Os seguros são uma ferramenta importante para gerir riscos, mas muitas vezes indisponível para as famílias mais pobres. Devido às alterações climáticas, os prémios estão a subir para certos tipos de seguro, como o seguro contra inundações. A má adaptação às alterações climáticas aumenta ainda mais a lacuna entre o que as pessoas podem pagar e os custos do seguro, à medida que os riscos aumentam. Em 2019, a Munich Re observou que as alterações climáticas podem fazer com que o seguro residencial se torne inacessível para famílias com rendimento médio ou abaixo do rendimento médio.
Estradas, pistas de aeroportos, linhas ferroviárias e oleodutos, (incluindo oleodutos, esgotos, condutas de água, etc.) podem necessitar de manutenção e renovação acrescidas à medida que ficam sujeitas a maiores variações de temperatura. As regiões já afetadas adversamente incluem áreas de permafrost, que estão sujeitas a altos níveis de subsidência, resultando em estradas danificadas, fundações afundadas e pistas severamente rachadas.

## Impactos nas sociedades
As alterações climáticas afetam a saúde, a disponibilidade de água potável e alimentos, a desigualdade e o crescimento económico. Os efeitos das alterações climáticas estão frequentemente interligados e podem exacerbar-se mutuamente, bem como as vulnerabilidades existentes. Os impactos são muitas vezes exacerbados por perturbações e pressões ambientais relacionadas, como poluição e perda de biodiversidade. Algumas áreas podem ficar demasiado quentes para os humanos lá viverem. As pessoas em algumas áreas podem sofrer desalojamento interno ou de longa distância (e, portanto, tornar-se refugiados climáticos) desencadeados por mudanças ou desastres relacionados com as alterações climáticas.
Os efeitos das alterações climáticas, combinados com o aumento sustentado das emissões de gases com efeito de estufa, levaram os cientistas a caracterizá-la como uma “emergência climática” ou “crise climática”. Alguns investigadores do clima e ativistas denominaram-na de "ameaça existencial à civilização".

### Desalojamento e migração
As alterações climáticas afetam o deslocamento de pessoas de várias formas. Em primeiro lugar, o deslocamento involuntário pode aumentar devido ao aumento do número e da gravidade dos desastres relacionados com o clima que destroem casas e habitats. Os efeitos das alterações climáticas, como a desertificação e o aumento do nível do mar, gradualmente corroem os meios de subsistência e forçam as comunidades a abandonarem as suas terras tradicionais por ambientes mais acolhedores. Por outro lado, algumas famílias podem cair (ainda mais) na pobreza devido às alterações climáticas, limitando a sua capacidade de se mudarem para áreas menos afetadas.
De acordo com o Centro de Monitorização de Deslocamento Interno, em 2020, aproximadamente 30 milhões de pessoas foram deslocadas por eventos climáticos extremos, enquanto aproximadamente 10 milhões por violência e guerras, e as alterações climáticas contribuíram significativamente para isso. As Nações Unidas dizem que já existem 64 milhões de migrantes no mundo a fugir da guerras, fome, perseguição e dos efeitos do aquecimento global. Em 2018, o Banco Mundial estimou que as alterações climáticas causarão a migração interna de entre 31 e 143 milhões de pessoas à medida que escapam de quebras de safra, escassez de água e aumento do nível do mar. O estudo incluiu apenas a África Subsaariana, Sul da Ásia e América Latina.

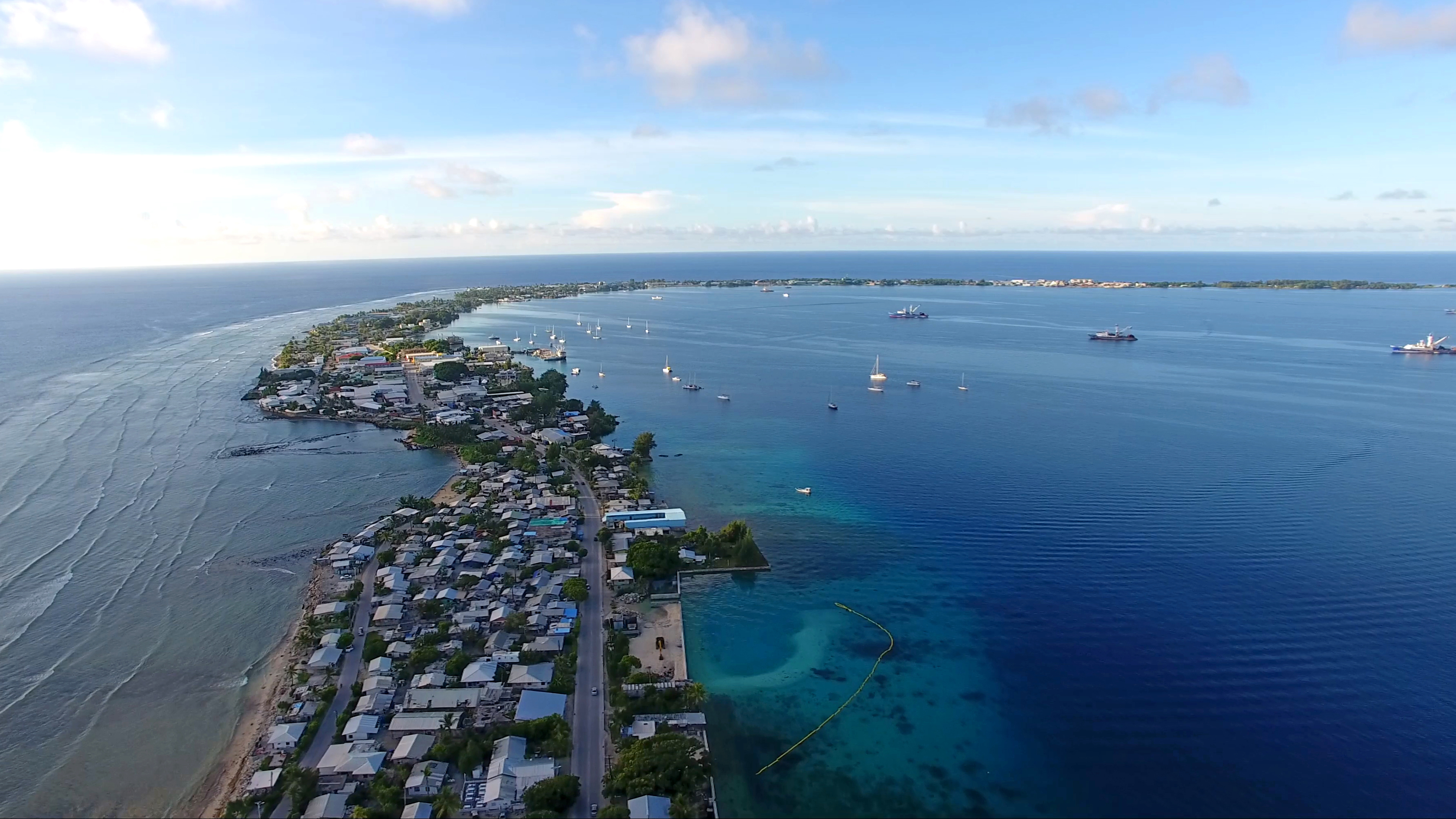
Subida do nível do mar nas Ilhas Marshall, chegando à beira de uma vila (do documentário One Word)

A Ásia e o Pacífico é a área global mais propensa a desastres naturais, tanto em termos de número absoluto de desastres quanto de populações afetadas. Está altamente exposta aos impactos climáticos e abriga grupos populacionais altamente vulneráveis, que são desproporcionalmente pobres e marginalizados. Um relatório do Banco Asiático de Desenvolvimento de 2015 destaca "pontos quentes ambientais" que são um risco particular de inundações, ciclones, tufões e stress hídrico.
Mudanças ambientais graduais, mas generalizadas, e desastres naturais repentinos influenciam a natureza e a extensão da migração humana, mas de formas diferentes. O Alto Comissariado das Nações Unidas para os Refugiados afirmou que as alterações climáticas aumentam o deslocamento em massa, em muitas regiões, incluindo Sahel, África Oriental, Sul da Ásia, o "corredor da seca" na América Latina. 90% dos refugiados vêm de "hotspots vulneráveis ao clima".
Algumas nações insulares do Oceano Pacífico, como Tuvalu, Kiribati e Maldivas, estão a considerar a eventual possibilidade de evacuação, já que a defesa contra enchentes poder-se-á tornar economicamente irrealista.
Os governos consideraram várias abordagens para reduzir a migração forçada por condições ambientais em comunidades em risco, incluindo programas de proteção social, desenvolvimento de meios de subsistência, desenvolvimento de infraestrutura urbana básica e gestão de risco de desastres. Alguns especialistas apoiam a migração como uma forma adequada de as pessoas lidarem com as alterações ambientais. No entanto, isso é controverso porque os migrantes – particularmente os de baixa qualificação – estão entre as pessoas mais vulneráveis da sociedade e muitas vezes não têm proteção básica e acesso a serviços.
Desastres de início lento e erosão ambiental gradual, como desertificação, redução da fertilidade do solo, erosão costeira e aumento do nível do mar, provavelmente induzirão a migração de longo prazo. A migração relacionada à desertificação e à redução da fertilidade do solo provavelmente ocorrerá predominantemente de áreas rurais em países em desenvolvimento para vilas e cidades.

### Conflito
As alterações climáticas podem agravar os conflitos exacerbando as tensões sobre recursos limitados, como a água potável (no caso de conflitos hídricos). As alterações climáticas também têm o potencial de causar grandes deslocamentos populacionais e migrações, o que também pode levar ao aumento das tensões. No entanto, outros fatores para além das alterações climáticas são considerados substancialmente mais importantes para afetar o conflito. Esses fatores incluem desigualdade entre grupos e baixo desenvolvimento socioeconómico. Em alguns casos, as alterações climáticas podem até levar a relações mais pacíficas entre os grupos, pois os problemas ambientais exigem o desenvolvimento de uma política comum.
O aquecimento global tem sido descrito como um "multiplicador de ameaças". Certas condições tornam mais provável que as alterações climáticas afetem o conflito: exclusão étnica, uma economia dependente da agricultura, infraestrutura insuficiente, má governança local e baixos níveis de desenvolvimento. Um aumento nos preços do trigo após perdas de colheitas de um período de seca pode ter contribuído para o início dos protestos e revoluções da "Primavera Árabe" em 2010.

### Impactos sociais em grupos vulneráveis
Os impactos das alterações climáticas sobre os seres humanos não são distribuídos uniformemente nas comunidades. Fatores individuais e sociais como género, idade, educação, etnia, geografia e idioma levam a uma vulnerabilidade diferenciada e capacidade de adaptação aos efeitos das alterações climáticas. Os seguintes grupos mais vulneráveis foram identificados:
- Pessoas que vivem na pobreza: As alterações climáticas afetam desproporcionalmente as pessoas pobres em comunidades de baixo rendimento e países em desenvolvimento em todo o mundo. Aqueles em situação de pobreza têm uma maior chance de experienciar os efeitos nocivos das alterações climáticas devido ao aumento da exposição e vulnerabilidade.[245] Um documento do Banco Mundial de 2020 estimou que entre 32 milhões e 132 milhões de pessoas adicionais serão empurradas para a pobreza extrema até 2030 devido às alterações climáticas.[246]
- Mulheres: As alterações climáticas aumentam a desigualdade de género,[247] reduzem a capacidade das mulheres de serem financeiramente independentes,[248] e têm um impacto negativo geral nos direitos sociais e políticos das mulheres, especialmente em economias fortemente baseadas na agricultura.[247]
- Povos indígenas: geograficamente, as comunidades indígenas tendem a estar localizadas em regiões mais vulneráveis às alterações climáticas, como florestas tropicais nativas, Ártico e áreas costeiras.[249] As comunidades indígenas em todo o mundo geralmente têm desvantagens económicas que não são tão prevalentes em comunidades não indígenas devido à opressão contínua que sofreram. Essas desvantagens incluem níveis de educação mais baixos e taxas mais altas de pobreza e desemprego, que aumentam a sua vulnerabilidade às alterações climáticas.[150]
- Crianças: A revisão do The Lancet sobre saúde e alterações climáticas lista as crianças como a categoria mais afetada pelas alterações climáticas.[250] As crianças também são 14 a 44% mais propensas a morrer de fatores ambientais,[251] novamente deixando-as mais vulneráveis. Aquelas em áreas urbanas serão afetadas pela baixa qualidade do ar e sobrelotação, e terão mais dificuldades para melhorar a sua situação.[252]
- Minorias raciais: O movimento de justiça ambiental e o movimento de justiça climática abordam o racismo ambiental ao chamarem a atenção e ao decretarem mudanças para que as populações marginalizadas não sejam desproporcionalmente vulneráveis às alterações climáticas e à poluição.[253][254]

### Povoados humanos
Um grande desafio para os povoados humanos é a subida do nível do mar, indicada pela observação e investigação contínuas de rápidos declínios no equilíbrio da massa de gelo da Gronelândia e da Antártida. As estimativas para 2100 são pelo menos duas vezes maiores do que as estimadas anteriormente pelo IPCC AR4, com limite superior de cerca de dois metros. Dependendo das mudanças regionais, o aumento dos padrões de precipitação pode causar mais inundações ou seca prolongada dos recursos hídricos.
Um estudo de 2020 projeta que regiões habitadas por um terço da população humana poderão tornar-se tão quentes quanto as partes mais quentes do Saara dentro de 50 anos sem uma mudança nos padrões de crescimento populacional e sem migração, a menos que as emissões de gases de efeito estufa sejam reduzidas. A temperatura média anual projetada acima de 29°C para essas regiões estaria fora do "nicho de temperatura humana" - uma faixa sugerida para clima biologicamente adequado para humanos com base em dados históricos de temperaturas médias anuais - e as regiões mais afetadas têm pouca capacidade adaptativa a partir de 2020.
Em pequenas ilhas e megadeltas, espera-se que a inundação como resultado da subida do nível do mar ameace a infraestrutura vital e os povoados humanos. Isso pode levar a problemas de apatridia para populações em países como as Maldivas e Tuvalu e falta de habitação em países com áreas baixas, como o Bangladesh.

#### Projeções para cidades em 2050
Em 2019, o Crowther Lab da ETH Zürich comparou as condições climáticas de 520 grandes cidades em todo o mundo com as condições climáticas previstas das cidades em 2050. Prevê-se que 22% das principais cidades tenham condições climáticas que não existem em nenhuma cidade hoje. Londres de 2050 terá um clima semelhante ao de 2019 em Melbourne, Atenas e Madrid como Fez, Marrocos, Nairobi como Maputo. A cidade indiana de Pune será como Bamako no Mali, Bamako será como Niamey no Níger. Brasília será como Goiânia.
O aumento da exposição ao calor extremo das alterações climáticas e do efeito da ilha de calor urbana ameaça os povoados urbanos.

### Regiões especialmente afetadas
O Ártico, África, as pequenas ilhas, os megadeltas asiáticos e o Médio Oriente são regiões que provavelmente serão especialmente afetadas pelas alterações climáticas. Regiões de baixa latitude e menos desenvolvidas correm o maior risco de sofrer impactos negativos devido às alterações climáticas.
Os dez países da Associação das Nações do Sudeste Asiático (ASEAN) estão entre os mais vulneráveis do mundo aos efeitos negativos das alterações climáticas, no entanto, os esforços de mitigação climática da ASEAN não são proporcionais às ameaças das alterações climáticas que a região enfrenta. África é um dos continentes mais vulneráveis à variabilidade e alteração climática devido às múltiplas tensões existentes e à baixa capacidade de adaptação. As alterações climáticas deverão diminuir a disponibilidade de água doce no centro, sul, leste e sudeste da Ásia, particularmente em grandes bacias hidrográficas. Com o crescimento populacional e a crescente procura de padrões de vida mais elevados, essa diminuição pode afetar negativamente mais de um mil milhão de pessoas até a década de 2050. Pequenas ilhas, localizadas nos trópicos ou em latitudes mais altas, já estão expostas a eventos climáticos extremos e mudanças no nível do mar. Essa exposição existente provavelmente tornará essas áreas sensíveis aos efeitos das alterações climáticas.
Os países desenvolvidos também são vulneráveis às alterações climáticas e já foram afetados negativamente pelo aumento da gravidade e frequência de alguns eventos metereológicos extremos, como ondas de calor, inundações, incêndios florestais e ciclones tropicais.

#### Regiões costeiras baixas

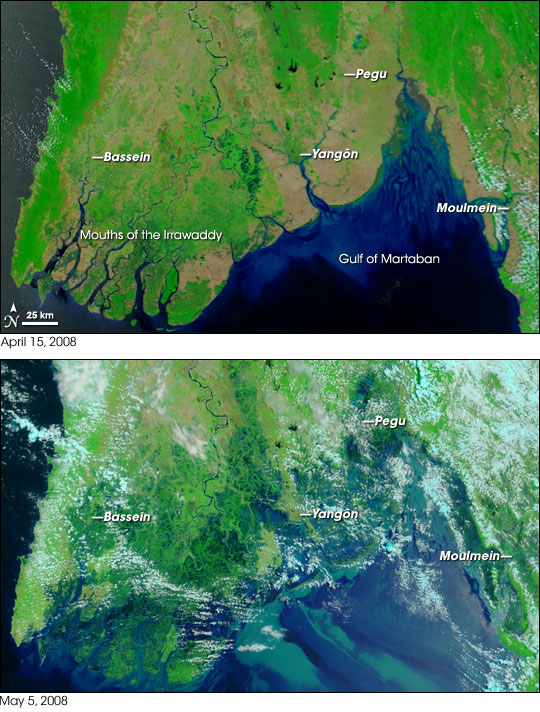
Várzeas e áreas costeiras baixas inundarão com mais frequência devido às alterações climáticas, como esta área de Mianmar que foi submersa pelo ciclone Nargis

Por razões históricas relacionadas com o comércio, muitas das maiores e mais prósperas cidades do mundo estão na costa. Nos países em desenvolvimento, os mais pobres muitas vezes vivem em várzeas, porque é o único espaço disponível, ou terras agrícolas férteis. Esses povoados geralmente carecem de infraestrutura, como diques e sistemas de alerta precoce. As comunidades mais pobres também tendem a não ter seguro, poupanças ou acesso ao crédito necessários para se recuperar de desastres.
Os impactos socioeconómicos das alterações climáticas nas áreas costeiras e de baixa altitude serão extremamente adversos. Os seguintes impactos foram projetados em 2007 com altíssima confiança:
- As áreas costeiras e de baixa altitude estariam expostas a riscos crescentes, incluindo a erosão costeira devido às alterações climáticas e à subida do nível do mar.
- Na década de 2080, milhões de pessoas sofreriam inundações todos os anos devido à subida do nível do mar. Os números afetados foram projetados para serem maiores nos megadeltas densamente povoados e de baixa altitude da Ásia e de África; e ilhas menores foram consideradas especialmente vulneráveis.

Dada a alta densidade populacional costeira, as estimativas do número de pessoas em risco de inundação costeira devido à subida do nível do mar causado pelo clima varia de 190 milhões, a 300 milhões ou até 640 milhões no pior cenário relacionado à instabilidade do manto de gelo da Antártida. A maioria das pessoas afetadas encontra-se nos megadeltas densamente povoados e de baixa altitude da Ásia e da África.
Estima-se que a camada de gelo da Gronelândia tenha atingido um ponto sem retorno, continuando a derreter mesmo que o aquecimento parasse. Com o tempo, isso submergiria muitas das cidades costeiras do mundo, incluindo ilhas baixas, especialmente combinadas com tempestades e marés altas.

#### Pequenas ilhas
Os pequenos estados insulares em desenvolvimento são especialmente vulneráveis aos efeitos das alterações climáticas, especialmente a elevação do nível do mar. Espera-se que eles experienciem ondas de tempestade mais intensas, intrusão de água salgada e destruição costeira. Pequenas ilhas baixas nas regiões do Pacífico, Índia e Caraíbas correm o risco de inundação permanente e deslocação populacional. Nas ilhas de Fiji, Tonga e Samoa ocidental, as concentrações de migrantes das ilhas exteriores habitam áreas baixas e inseguras ao longo das costas.
As nações de atol, que incluem países compostos inteiramente pela menor forma de ilhas, chamadas motus, correm o risco de deslocação de toda a população. Essas nações incluem Kiribati, Maldivas, Ilhas Marshall, Tokelau e Tuvalu. A vulnerabilidade é aumentada pelo pequeno tamanho, isolamento de outras terras, baixos recursos financeiros e falta de infraestrutura de proteção.
Um estudo que envolveu as experiências dos moradores das comunidades de atol constatou que as identidades culturais dessas populações estão fortemente ligadas a essas terras. Ativistas de direitos humanos argumentam que a perda potencial de países inteiros de atol e, consequentemente, a perda de soberania nacional, autodeterminação, culturas e estilos de vida indígenas não podem ser compensados financeiramente. Alguns investigadores sugerem que o foco dos diálogos internacionais sobre essas questões deve mudar de formas de realojar comunidades inteiras para estratégias que permitam que essas comunidades permaneçam nas suas terras.